# F-16 Fighting Falcon
F-16 Fighting Falcon (укр. «Фа́йтінг Фе́лкон») — одномоторний легкий багатоцільовий винищувач четвертого покоління, розроблений компанією General Dynamics для Повітряних сил США. Розроблений як денний винищувач для отримання переваги у повітрі, він перетворився на всепогодний багатоцільовий літак. З моменту початку виробництва у 1976 році було побудовано понад 4 600 літаків. Попри те, що ПС США більше не закуповують цей літак, покращені версії виробляються для експортних клієнтів. У 1993 році General Dynamics продала свій авіабудівний бізнес компанії Lockheed Corporation (нині — Lockheed Martin). Додатково крім дійсної служби у ПС США, командуванні резерву ПС і підрозділах Повітряної Національної гвардії, літак також використовується демонстраційною групою ПС США Thunderbirds, а також як літак противника/агресора ВМС США. Завдяки своїй універсальності і відносно невисокій вартості F-16 має успіх на міжнародному ринку озброєнь, перебуваючи на озброєнні 25 країн. Станом на 2025 рік, F-16 є наймасовішим винищувачем четвертого покоління: експлуатується 2084 F-16.
Основні особливості «Бойового сокола» це безкаркасний ліхтар кабіни для гарної видимості, бічний джойстик для полегшення керування під час маневрування, катапультне крісло, яке може відхилятися на 30 градусів від вертикалі, щоб зменшити вплив перевантажень на пілота, а також систему керування fly-by-wire, яка допомагає стабілізувати керування польотом. Вперше ця система була встановлена саме на цьому літаку.
F-16 має внутрішню гармату M61 Vulcan, а також 11 пілонів для встановлення зброї та іншого обладнання. Офіційною назвою є «Бойовий сокіл», але його пілоти та екіпажі зазвичай використовують «Viper» (гадюка) через візуальну подібність із гадюкою, а також із вигаданим винищувачем Colonial Viper із фантастичного телесеріалу Battlestar Galactica, який транслювався під час взяття F-16 на озброєння.

## Історія
Досвід США у В'єтнамській війні показав необхідність у винищувачах для домінування у повітрі та кращої підготовки пілотів у повітряних боях. Ґрунтуючись на своєму досвіді у Корейській війні та як інструктор з тактики винищувачів на початку 1960-х років, полковник Джон Бойд разом з математиком Томасом Крісті розробили теорію енерго-маневреності для моделювання бойових характеристик винищувача. Робота Бойда передбачала створення малого, легкого літака, який міг би маневрувати з мінімальними втратами енергії та мав збільшене відношення тяги до ваги. Наприкінці 1960-х років Бойд зібрав групу однодумців-інноваторів, відому як «Мафія винищувачів», і у 1969 році вони отримали фінансування від Міністерства оборони для компаній General Dynamics і Northrop Corporation на вивчення концепцій дизайну, заснованих на цій теорії.
Прихильники винищувача F-X у ПС були проти цієї концепції, оскільки вважали її загрозою для програми F-15, але керівництво ПС розуміло, що його бюджет не дозволить закупити достатню кількість літаків F-15 для виконання всіх місій. Концепція «Advanced Day Fighter» (укр. «Передовий денний винищувач»), перейменована на F-XX, отримала політичну підтримку з боку цивільних під керівництвом заступника міністра оборони Девіда Пакарда, який підтримував ідею конкурентного прототипування. В результаті у травні 1971 року була створена Група дослідження прототипів ПС, ключовим членом якої був Бойд, і дві з шести її пропозицій отримали фінансування, одна з яких була Lightweight Fighter (LWF; укр. «Легкий винищувач»).

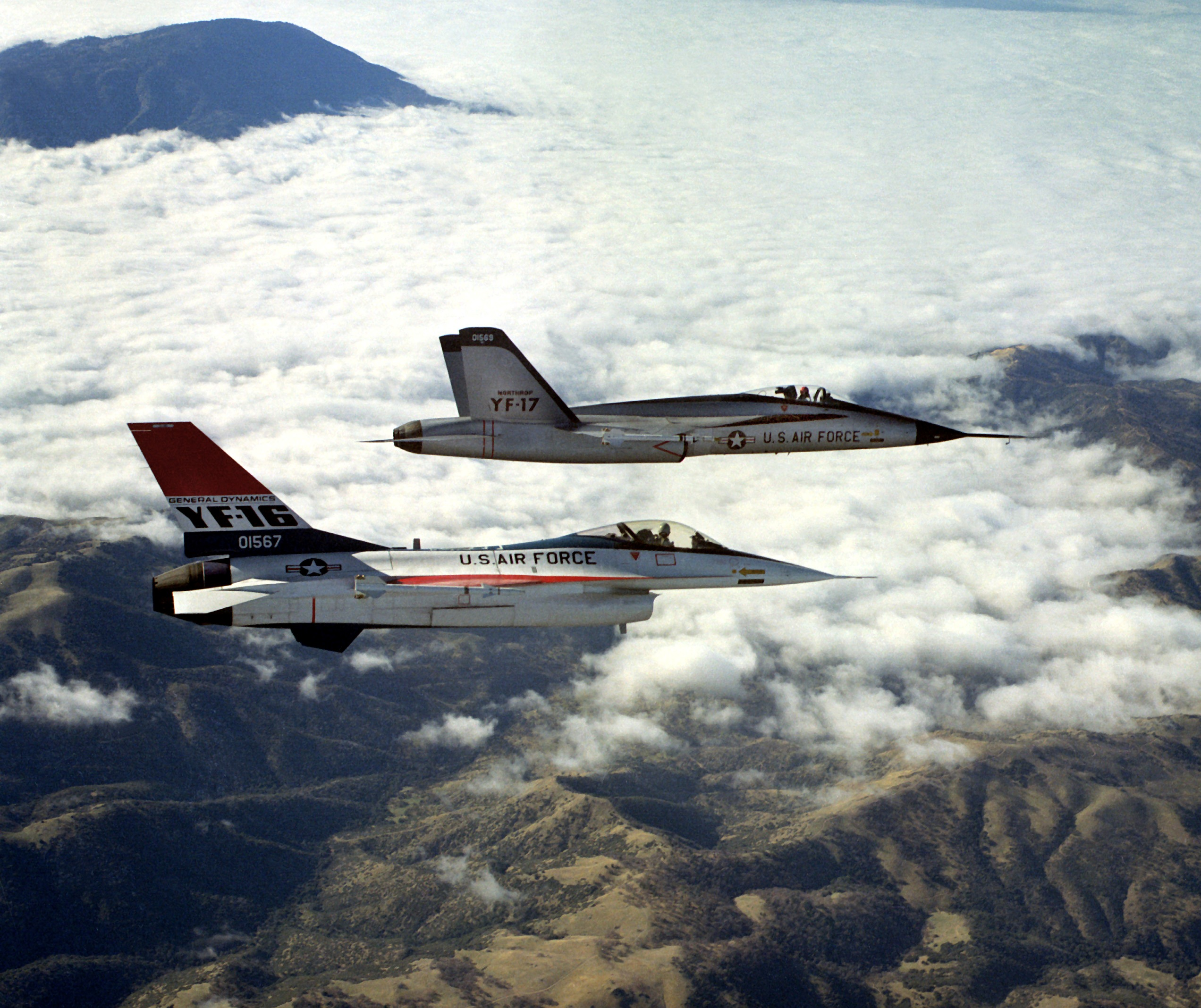
YF-16 (на передньому плані) та Northrop YF-17, кожен з яких озброєний ракетами AIM-9 Sidewinder.

F-16 почали розробляти з 1972 року в рамках програми LWF, щоб доповнити майбутній F-15 дешевшим літаком. Концепція вимагала високих маневрових характеристик і можливості атакувати наземні цілі. У фіналі конкурсу брали участь General Dynamics і Northrop Corporation. Прототип YF-16 був розроблений командою інженерів General Dynamics під керівництвом Роберта Г. Відмера. Перший YF-16 був представлений 13 грудня 1973 року. Його перший політ, який тривав 90 хвилин, відбувся на Центрі льотних випробувань ПС на авіабазі Едвардс у Каліфорнії 2 лютого 1974 року. Насправді ж перший політ відбувся випадково під час високошвидкісного випробування на рулюванні 20 січня 1974 року. Під час набору швидкості коливання керування по крену спричинило те, що стабілізатор на лівому крилі, а потім і правий стабілізатор зачепили землю, і літак почав з'їжджати з злітної смуги. Льотчик-випробувач Філ Естрічер вирішив злетіти, щоб уникнути потенційної аварії, і успішно приземлився через шість хвилин. Незначні пошкодження були швидко відремонтовані, і офіційний перший політ відбувся за запланованим часом. Перший надзвуковий політ YF-16 відбувся 5 лютого 1974 року, а другий прототип YF-16 вперше полетів 9 травня 1974 року. Після цього перші польоти прототипів YF-17 Northrop відбулися 9 червня та 21 серпня 1974 року відповідно. Під час льотних випробувань YF-16 виконали 330 вильотів, загальною тривалістю 417 годин; YF-17 виконали 288 вильотів, загальною тривалістю 345 годин. Прототип Northrop (YF-17), мав двомоторну схему і був дорожчим та складнішим в обслуговуванні, а також одна з переваг YF-16 — на відміну від YF-17 — було використання турбовентиляторного двигуна Pratt & Whitney F100, тієї самої силової установки, що використовується в F-15; така спільність знизила вартість двигунів для обох програм, тому за рішенням комісії 13 січня 1975 виграв YF-16. З того часу програма стала називатись Air Combat Fighter (ACF; укр. «Винищувач повітряного бою»). З середини 1975 по 1978 рік випущено 15 перших літаків. З кінця 1976 до середини 1978 року проведені всі льотні випробування, в 1978 році почалися постачання літаків F-16 ПС США і в січні того ж року вони стали на озброєння.
7 червня 1975 року YF-16 демонструвався на Паризькому авіасалоні, де було замовлено 348 машин: 116 для Бельгії, 58 для Данії, 102 для Нідерландів і 72 для Норвегії. При цьому Нідерланди і Бельгія висловили бажання налагодити виробництво F-16 у себе. Європейське спільне виробництво було офіційно розпочато 1 липня 1977 року на заводі Fokker. Починаючи з листопада 1977 року, компоненти, вироблені Fokker, відправлялися до Форт-Ворта для складання фюзеляжу, а потім поверталися до Європи для остаточного складання літаків EPAF (European Participation Air Forces) на бельгійському заводі 15 лютого 1978 року; поставки до ПС Бельгії розпочалися в січні 1979 року. Перший літак Королівських повітряних сил Нідерландів був доставлений у червні 1979 року. У 1980 році перші літаки були доставлені Королівським повітряним силам Норвегії компанією Fokker та Королівським повітряним силам Данії компанією SABCA.
Ім'я «Fighting Falcon» (укр. «Бойовий сокіл») було присвоєне літаку 21 липня 1980 року. Проте його пілоти та екіпажі часто використовують назву «Viper» (укр. «Гадюка») через схожість зі змією гадюкою, а також через схожість з вигаданим зоряним винищувачем Colonial Viper з телевізійної програми «Зоряний крейсер Галактика», яка виходила в ефір у той час, коли F-16 прийняли на озброєння

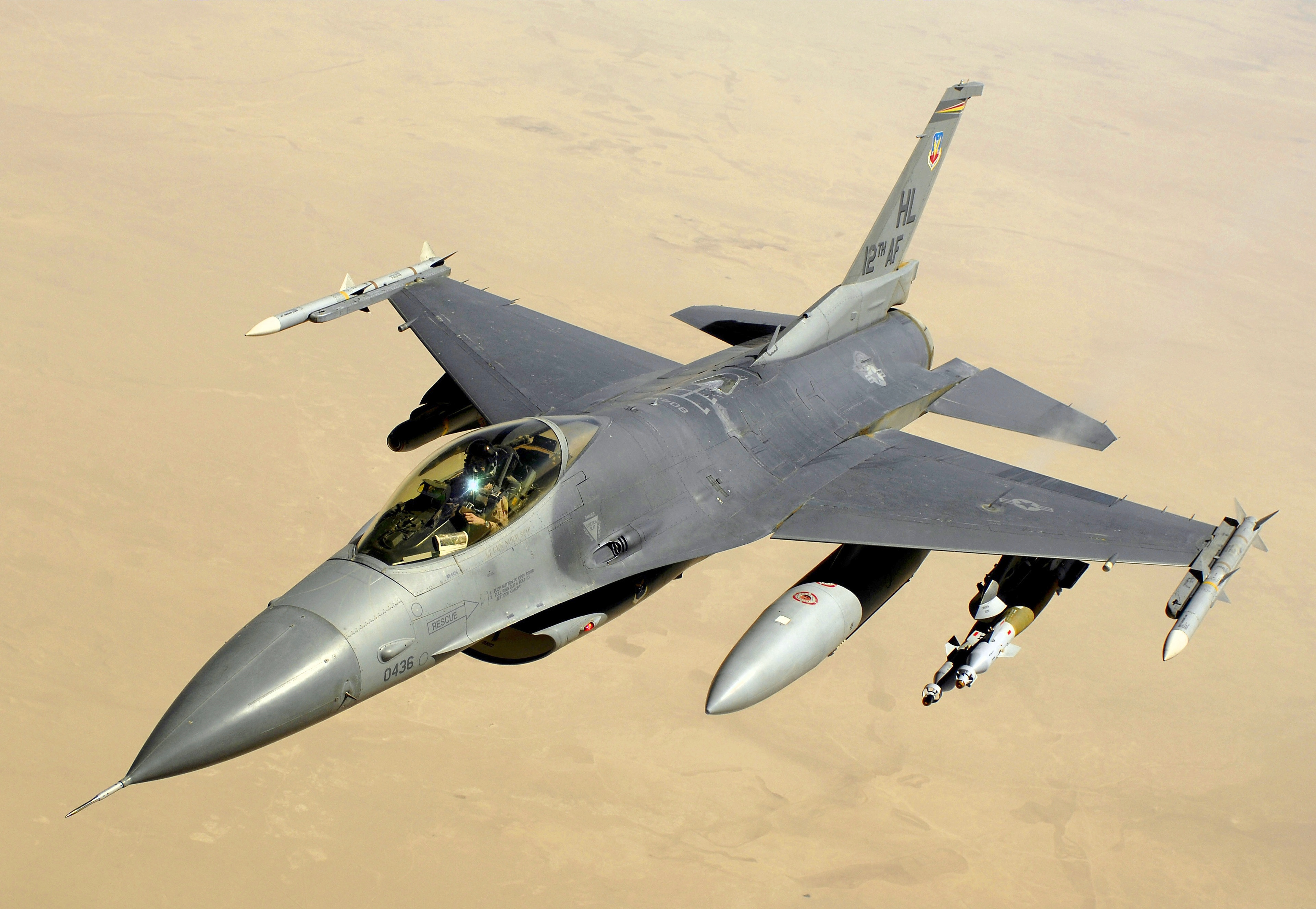
F-16 «блок 40» ПС США з 388-го винищувального крила. Ірак, 2008 р.

У кінці 1980-х і 1990-х років Turkish Aerospace Industries (TAI) виготовили 232 F-16 Block 30/40/50 на виробничій лінії в Анкарі за ліцензією для повітряних сил Туреччини. У середині 1990-х років TAI також виготовила 46 Block 40 для Єгипту та 30 Block 50 з 2010 року.

Korea Aerospace Industries відкрили виробничу лінію для програми KF-16, виготовивши 140 Block 52 з середини 1990-х до середини 2000-х років. Якби Індія обрала F-16IN для свого проекту середнього багатоцільового бойового літака, шоста виробнича лінія F-16 була б побудована в Індії.
У 1993 General Dynamics продала свій авіабудівний бізнес компанії Lockheed Corporation (в даний час — Lockheed Martin). Завдяки своїй універсальності F-16 користуються успіхом на міжнародному ринку озброєнь, перебуваючи на озброєнні 24 країн. F-16 — це найбільший і, ймовірно, найзначніший західний проєкт в області винищувальної авіації. Дотепер побудовано понад 4600 машин. Хоча F-16 більше не будується для ПС США, він усе ще виробляється на експорт.
У травні 2013 року Lockheed Martin заявила, що наразі є достатньо замовлень для продовження виробництва F-16 до 2017 року.
25 січня 2023 року представник Lockheed Martin заявив, що компанія збирається нарощувати виробництво літаків F-16 у Грінвіллі (Південна Кароліна) для можливості забезпечення країн, які захочуть передати їх «третій стороні, щоб допомогти у вирішенні поточного конфлікту» (йшлося про запити щодо реекспорту F-16 Україні).

### Перспективні програми

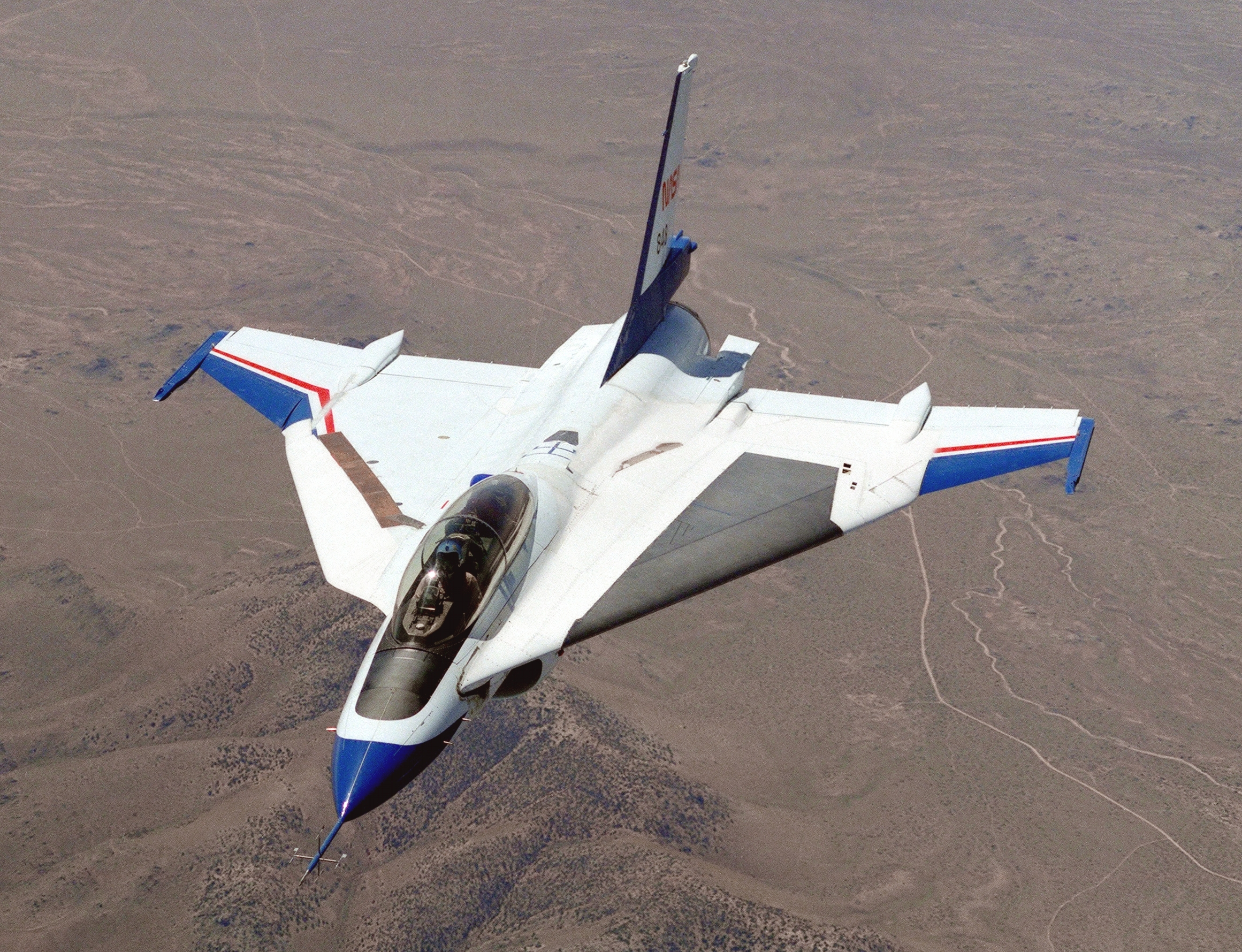
F-16XL #2 під час досліджень NASA

Програма подальшого вдосконалення F-16 Advanced Fighter Technology Integration (AFTI; укр. «Інтеграція передових технологій винищувачів») — експериментальна машина з потрійною цифровою системою управління польотом і великими під фюзеляжними гребенями. Програма розпочалася 26 грудня 1978, а вперше AFTI піднявся в повітря у Форт-Ворті 10 липня 1982 року.
F-16XL — це похідна версія F-16 Fighting Falcon, зроблена за безхвостовою схемою. Літак брав участь у конкурсі Enhanced Tactical Fighter (ETF; укр. «Покращений тактичний винищувач») повітряних сил США у 1981 році, але поступився F-15E Strike Eagle. Перший політ нового літака відбувся в липні 1982 р., проте льотні випробування за цією програмою були згорнуті наприкінці 80-х рр. за ініціативою ПС США, а два побудованих літаки були передані NASA для дослідницьких цілей. У 2007 році компанії Boeing і NASA вивчали можливість повернення F-16XL-1 до льотного стану та його модернізації з багатьма покращеннями, наявними в F-16 блок 40 ПС США, для подальшого тестування технології зниження звукового удару. F-16XL-1 пройшов випробування на рулінні на аеродромі Драйден та перевірку систем. Однак обидва літаки F-16XL були списані у 2009 році та зберігаються на авіабазі Едвардс.

### Назва
Fighting Falcon є офіційним позначенням, затвердженим Повітряними силами США. Найменування Fighting Falcon ухвалили після конкурсу ПС США на офіційну назву літака 1976 року, а офіційно його було закріплено на урочистій церемонії 21 липня 1980 року, коли перший F-16A, борт #79-0290, отримав малюнок з соколом та відповідний підпис. Саму назву придумав технік-сержант Джозеф Керделл на честь маскота Академії ПС США — сокола. Малюнок, що було нанесено на перший борт, ідентичний логотипу Академії.
До затвердження офіційної назви серед військовослужбовців встигло прижитись інше — Viper (укр. «Гадюка») через подібність профіля літака на злеті, до піднятої голови змії. Ця назва використовується неофіційно донині, Lockheed Martin навіть видає премію Semper Viper (лат. semper — «завжди») імені загиблого пілота-випробувальника F-16 Джо Білла Драйдена, яка видається за виняткові досягнення в пілотуванні.
Інші країни, що мають F-16, також мають і власні позначення. В Ізраїлі: «Нетц»/Netz («сокіл») для F-16A/B, «Барак»/Barak («блискавка») для F-16C/D, «Суфа»/Sufa («шторм») для F-16I. Польські F-16 на церемонії 2006 року були похрещені, їх «хрещена», перша леді Польщі Марія Качинська, дала їм офіційну назву Jastrząb (тр. «Я́стшомб», пер. «яструб»).

## Конструкція
F-16 це моноплан із середньо розташованим крилом і одним двигуном у хвостовій частині фюзеляжу. Фюзеляж типу напівмонокок суцільнометалевий з однокілевим оперенням. F-16 — одномоторний, високоманеврений, надзвуковий тактичний багатоцільовий винищувач. Він значно менший і легший за своїх попередників, але використовує передові аеродинамічні рішення та авіоніку, зокрема вперше застосовану систему управління польотом із зменшеною статичною стійкістю (RSS; англ. «Relaxed static stability») та електродистанційним керуванням (FBW; англ. «Fly-by-wire»), що забезпечує покращену маневреність. F-16 відзначається високою маневровістю і став першим винищувачем, спеціально спроєктованим для виконання маневрів з перевантаженням у 9 g, а також здатний розвивати максимальну швидкість понад 2 Махи. Серед інновацій — безкаркасний ліхтар кабіни для кращої оглядовості, бічне розташування ручки управління та нахилене сидіння пілота для зменшення впливу перевантажень. Озброєння включає вбудовану 20-мм гармату M61 Vulcan у корені лівого крила, а також численні точки підвіски для встановлення різних ракет, бомб і контейнерів. Співвідношення тяги до ваги перевищує одиницю, що забезпечує високу швидкопідйомність і вертикальне прискорення.
F-16 був спроєктований як відносно недорогий у виробництві та простіший у технічному обслуговуванні порівняно з винищувачами попереднього покоління. Конструкція фюзеляжу складається приблизно з 80 % авіаційних алюмінієвих сплавів, 8 % сталі, 3 % композитних матеріалів і 1,5 % титану. Передкрилки, стабілізатори та вентральні кілі виготовлені з алюмінієвих стільникових конструкцій із графітово-епоксидним покриттям. Кількість точок змащування, з'єднань паливопроводів і знімних модулів значно менша, ніж у попередніх винищувачах; 80 % панелей доступу можна відкрити без використання підставок. Вхідний повітрозабірник розташований так, щоб залишатися позаду носової частини, але достатньо вперед для мінімізації втрат повітряного потоку та зменшення аеродинамічного опору.
Хоча програма LWF передбачала структурний ресурс у 4000 льотних годин із можливістю виконання маневрів із перевантаженням 7,33 g при 80 % запасу внутрішнього пального, інженери General Dynamics вирішили спроєктувати ресурс планера F-16 на 8000 годин і забезпечити можливість виконання 9-g маневрів при повному внутрішньому запасі пального. Це стало перевагою, коли місія літака змінилася з виключно повітряного бою на багатоцільові операції. Зміни в тактичному використанні та додаткові системи збільшили вагу літака, що вимагало проведення численних програм посилення конструкції.
Кабіна обладнана регенеративною системою кондиціонування і наддуву. Катапультне крісло фірми McDonnell Douglas ACESII забезпечує покидання літака на стоянці і у польоті при швидкості 1100 км/год на висотах до 15 000 метрів. Система керування літаком — електро дистанційна з чотирикратним резервуванням. Система управління дуже чутлива. Основна помилка, якої припускаються льотчики, що вперше керують літаком, — прикладають занадто великі зусилля до джойстика. Також особливістю літака є те, що його не просто посадити, він схильний до змивання і повторного відокремлення від ЗПС.

### Зменшена стійкість і електронна система керування
F-16 став першим серійним винищувачем, який був навмисно розроблений як аеродинамічно нестабільний, що також називається «послабленою статичною стійкістю» (RSS; англ. «Relaxed static stability»), для зменшення опору та покращення маневреності. Більшість літаків розробляються зі сталою позитивною статичною стійкістю, яка змушує літак повертатися до прямого й горизонтального польоту, якщо пілот відпускає органи керування. Це знижує маневреність, оскільки внутрішню стійкість потрібно долати, а також збільшується так званий «трим drag» — опір через керування тримерами. Літаки з послабленою стійкістю створюються так, щоб мати можливість змінювати свої характеристики стійкості під час маневрування, підвищуючи підйомну силу та зменшуючи опір, що значно покращує їхню маневреність. На швидкості одного Маху F-16 набуває позитивної стійкості через зміну аеродинаміки.
Щоб компенсувати схильність до втрати контрольованого польоту та уникнути необхідності постійних коригувань тримером з боку пілота, F-16 оснащений чотириканальною електродистанційною системою керування польотом (ЕДСК, англ. Fly-by-Wire).
Комп’ютер керування польотом (ЕДСК) приймає команди від пілота з джойстика та педалей керма та керує поверхнями управління так, щоб досягти бажаного результату без втрати контролю. ЕДСК здійснює тисячі вимірювань щосекунди щодо положення літака в повітрі, автоматично компенсуючи відхилення від заданої пілотом траєкторії. Система також містить обмежувачі рухів по трьох основних осях на основі положення, швидкості та кута атаки/перевантаження (g); це запобігає нестабільності, такій як ковзання або знос, або звалювання при великому куті атаки. Обмежувачі також не дозволяють виконувати маневри, що спричиняють навантаження понад 9 g.
Під час льотних випробувань виявили, що порушення кількох обмежувачів при великому куті атаки та низькій швидкості може призвести до перевищення граничного кута атаки в 25°, що в пілотському жаргоні називається «виходом» (departing); це спричиняє глибоке звалювання — майже вільне падіння з кутом атаки 50°–60°, у прямому чи перевернутому положенні. Хоча на великому куті атаки положення літака стабільне, поверхні управління стають неефективними. Обмежувач тангажу фіксує стабілізатори на крайньому положенні вверх або вниз, намагаючись відновити політ. Це можна обійти, дозволяючи пілоту «розгойдати» ніс літака для відновлення керування.
На відміну від YF-17, який мав гідромеханічні системи керування як резерв до електронної, компанія General Dynamics зробила інноваційний крок, повністю усунувши механічні з’єднання між джойстиком і педалями керування та поверхнями управління.
F-16 повністю покладається на електроніку для передачі команд управління польотом замість традиційної механіки, за що літак рано отримав прізвисько «електричний реактивний» (electric jet), а серед пілотів виник вислів: «Ти не керуєш F-16 — це він керує тобою».
Чотириканальна конструкція дозволяє так зване «плавне погіршення» керованості в разі відмови: втрата одного каналу перетворює систему на «триканальну».
Електродистанційна системою керування польотом початково була аналоговою на версіях A/B, але з версії F-16C/D Block 40 її замінили цифровою системою.
Системи управління F-16 мали чутливість до статичної електрики (електростатичного розряду) та блискавок. До 70–80 % електроніки моделей C/D були вразливими до електростатичних розрядів.

### Кабіна та ергономіка

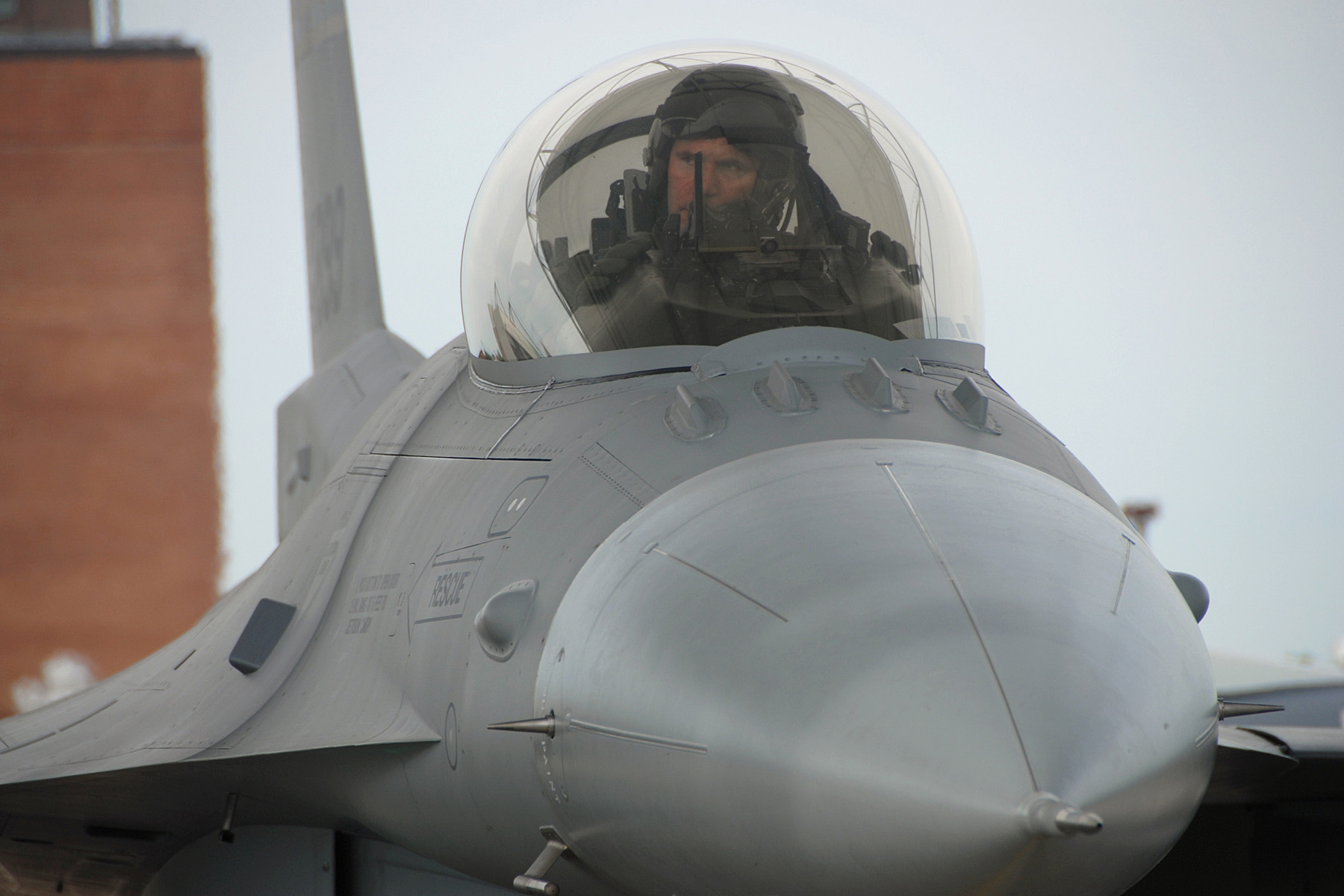
Ліхтар типу «бульбашка», що забезпечує круговий огляд

Однією з ключових особливостей кабіни F-16 є винятковий огляд. Суцільний, куленепробивний ліхтар із полікарбонату забезпечує круговий огляд на 360 °, з кутом огляду вниз 40° з боків літака та 15 ° вниз через ніс (порівняно з типовими 12–13 ° у попередніх літаків); з цією метою сидіння пілота розташоване вище. Крім того, у F-16 відсутня передня арка-опора ковпака, яка часто зустрічається на інших винищувачах і заважає прямому огляду пілота. Сидіння катапульти ACES II «нуль-нуль»  нахилене назад під незвичним кутом у 30° (замість традиційних 13–15 °), що дозволяє розміщувати вищих пілотів і підвищує переносимість перевантажень. Водночас це спричиняє скарги на болі в шиї, можливо, через неправильне використання підголівника. У наступних американських винищувачах застосовано більш помірні кути нахилу — близько 20°. Через кут нахилу сидіння та товщину ліхтаря, у сидінні відсутні пробивачі ліхтаря для аварійного виходу — натомість весь ліхтар скидається перед запуском ракети катапульти.

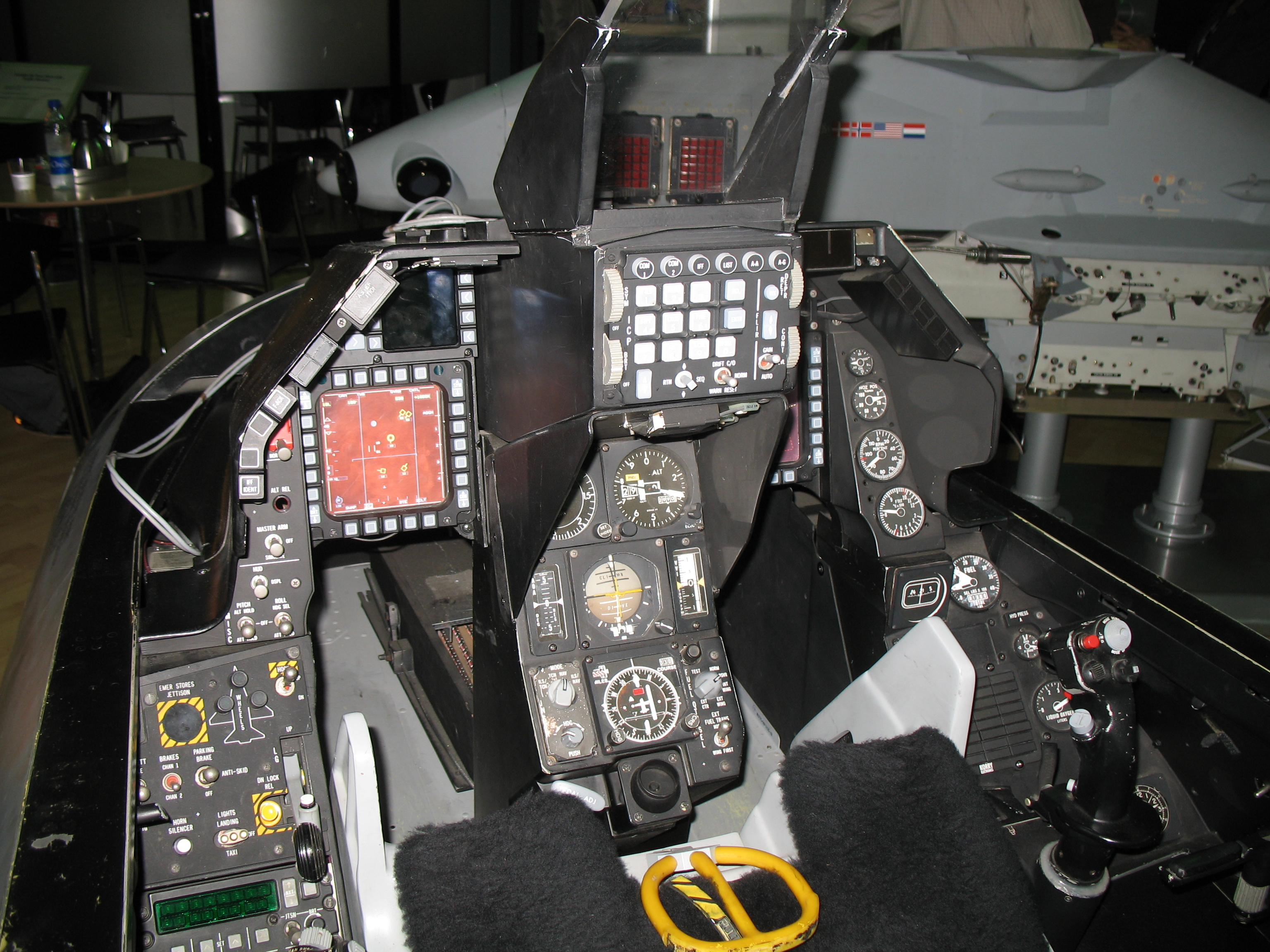
Кабіна наземного тренажера F-16 MLU

Пілот керує літаком в основному за допомогою розташованої на підлокітнику бічної (англ. Side-stick) ручки керування (замість традиційної центральної) та важелем керування двигуном (тягою); також використовуються звичайні педалі керування рулем напрямку. Для покращення контролю над літаком під час маневрів із високим перевантаженням, різноманітні перемикачі та функції було перенесено до централізованої системи керування «руки на рукоятках дроселя та джойстика» (HOTAS), інтегрованих у важіль тяги та джойстик. Натиск на бічний джойстик (бічна ручка керування) передається у вигляді електричних сигналів через систему електродистанційного керування (ЕДСК), які регулюють положення керувальних поверхонь літака, змінюючи положення літака. Спочатку джойстик був нерухомим, але це виявилось незручним і викликало труднощі в адаптації пілотів — зокрема, схильність до «переротації» під час зльоту — тому йому надали невеликий хід. Після впровадження F-16 система HOTAS стала стандартом у сучасних винищувачах.

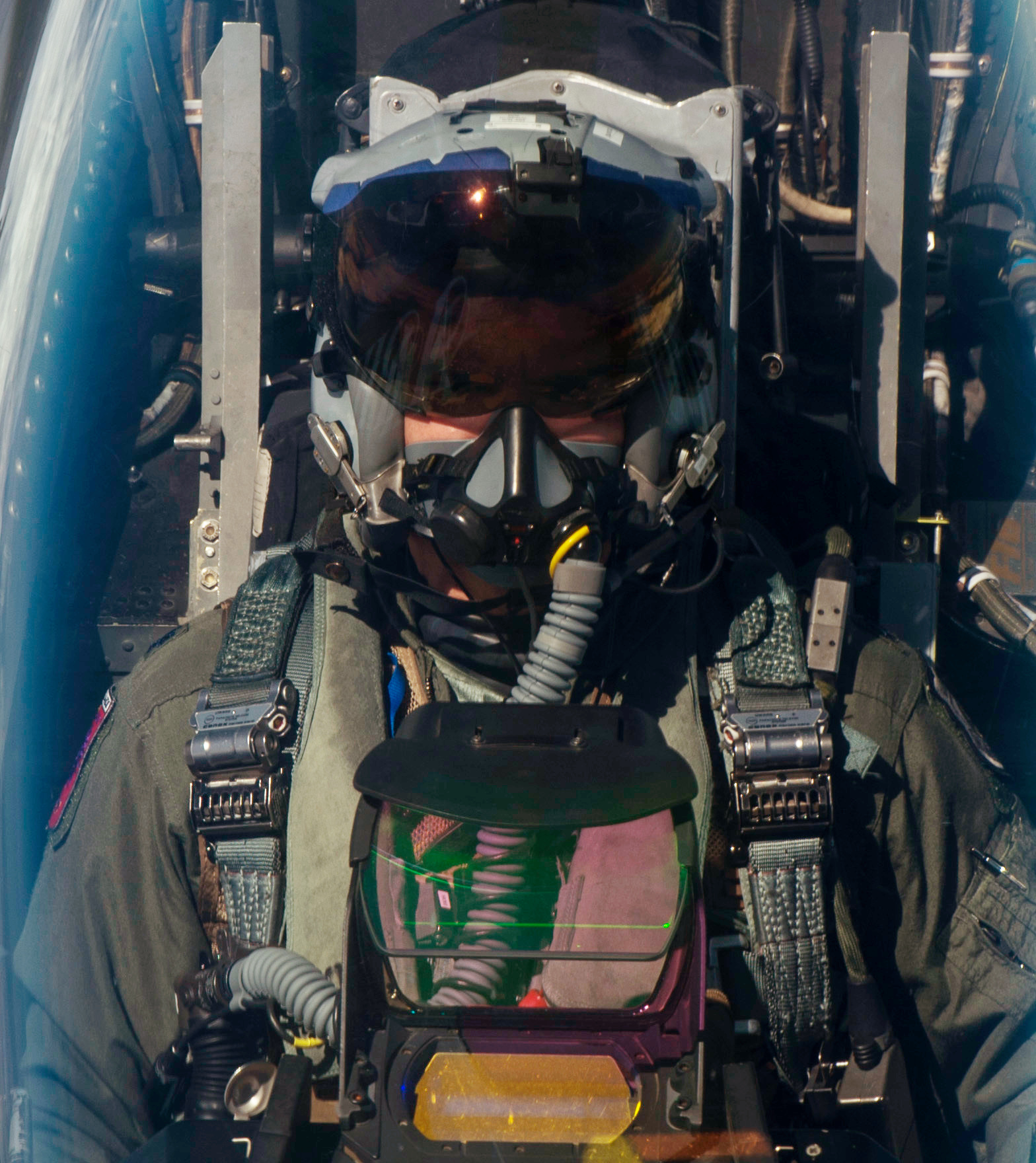
Пілот F-16 з нашоломною системою JHMCS та індикатором (HUD) на лобовому склі

F-16 обладнано індикатором на лобовому склі (HUD), який проєктує польотну та бойову інформацію перед очима пілота без перекриття огляду; можливість тримати голову «поза кабіною» покращує ситуаційну обізнаність. Додаткова інформація про політ та системи відображається на багатофункціональних дисплеях. Лівий дисплей — основний польотний індикатор, зазвичай показує радар і навігаційні карти; правий дисплей — системний, показує інформацію про двигун, шасі, закрилки, паливо та озброєння. Первинні версії F-16A/B мали монохромні електронно-променеві трубки (ЕПТ); на модифікаціях Block 50/52 їх замінили на кольорові рідкокристалічні дисплеї (РД; LCD). Модернізація Mid-Life Update (MLU) додала сумісність із приладами нічного бачення (ПНБ). Система нашоломного наведення Boeing Joint Helmet Mounted Cueing System (JHMCS) доступна починаючи з модифікації Block 40, дозволяючи наводити озброєння в напрямку повороту голови пілота, незалежно від поля зору HUD, із використанням ракет з великим кутом наведення, таких як AIM-9X. Також доступна новіша система Scorpion Helmet Mounted Display, яка згодом замінить JHMCS у ПС США.
У листопаді 2024 року було оголошено, що ПС США уклали контракт на $9 мільйонів з данською оборонною компанією Terma A/S на постачання її 3D-аудіосистеми для F-16 з програмою модернізації протягом наступних двох років. Ця система забезпечить високоякісний цифровий звук завдяки просторовому розділенню радіосигналів, узгодженню звуку з напрямками загроз і активному шумопоглинанню.

### Радар керування вогнем
F-16A/B спочатку був оснащений радаром керування вогнем Westinghouse AN/APG-66. Його плоска антенна решітка розроблена компактною, щоб уміщуватись у відносно невеликий ніс F-16. У режимі сканування вгору APG-66 використовує низьку частоту повторення імпульсів для виявлення цілей на середній та великій висоті в умовах низького зашумлення, а в режимі сканування вниз/стрільби вниз застосовує середню частоту повторення імпульсів для роботи в умовах сильного зашумлення. Він працює на чотирьох частотах у діапазоні X та має чотири режими роботи «повітря — повітря» і сім режимів «повітря — поверхня» для ведення бою уночі або за поганих погодних умов. Модель APG-66(V)2, що встановлювалась у модифікації Block 15, отримала потужнішу обробку сигналів, більшу вихідну потужність, покращену надійність і збільшену дальність дії в умовах зашумлення або радіоелектронної боротьби. У рамках програми середньострокової модернізації (MLU) була представлена нова модель — APG-66(V)2A, яка має вищу швидкість та більший обсяг пам’яті.

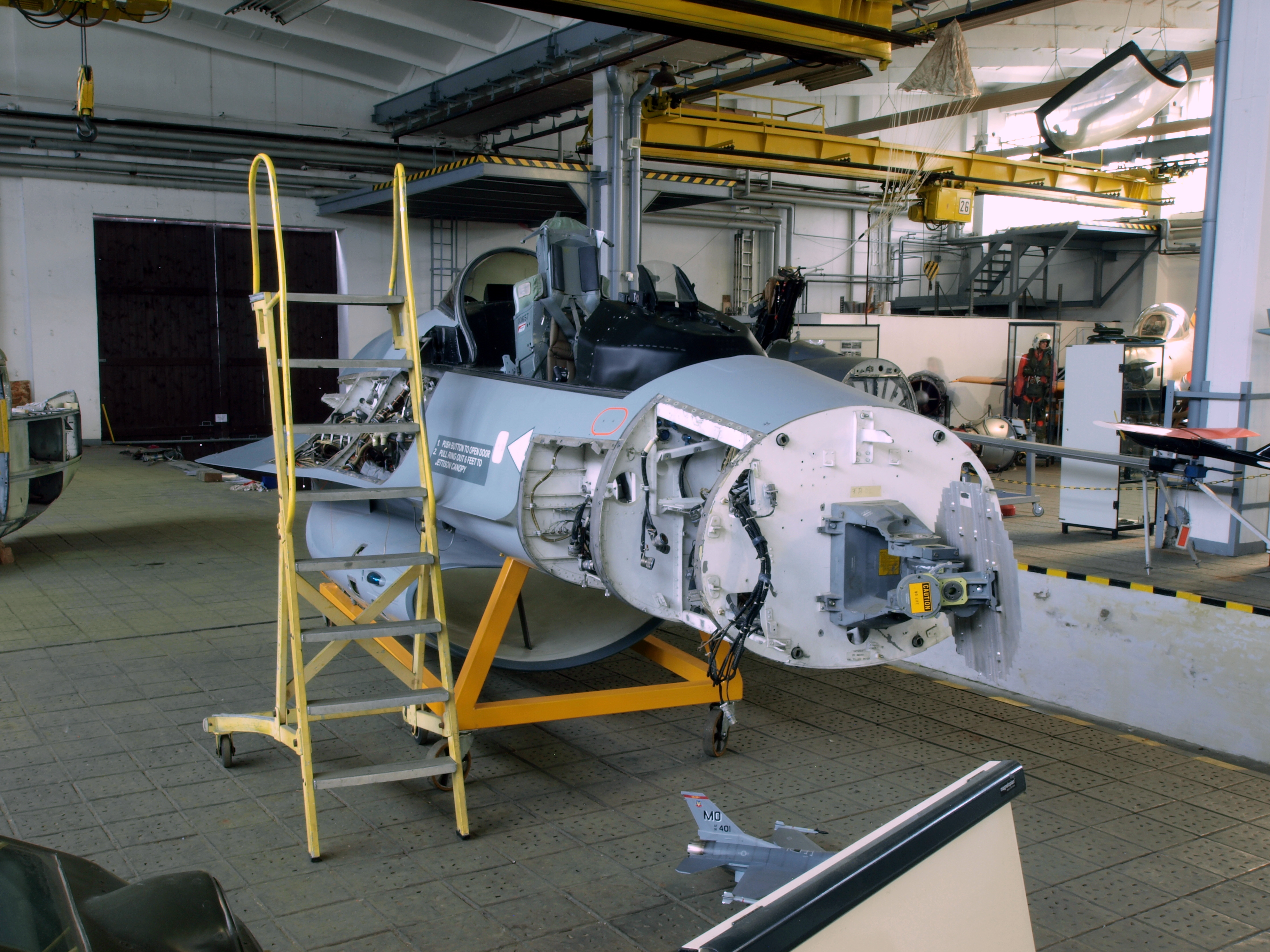
AN/APG-68, встановлений у носовій частині F-16

AN/APG-68, як еволюція APG-66, був представлений разом з F-16C/D Block 25. APG-68 має більшу дальність та роздільну здатність, а також підтримує 25 режимів роботи, включаючи картографування земної поверхні, покращення променя Доплера, виявлення наземних рухомих цілей, морські цілі та супровід під час сканування до 10 цілей одночасно. Модель APG-68(V)1 для Block 40/42 додала повну сумісність із контейнерами Lockheed Martin LANTIRN (інфрачервона навігація і цілевказання на малій висоті вночі), а також режим відстеження з високою PRF, який забезпечує наведення переривчастою безперервною хвилею для ракет із напівактивним радіолокаційним самонаведенням, таких як AIM-7 Sparrow. F-16 Block 50/52 спочатку оснащувалися більш надійним APG-68(V)5 з програмованим процесором сигналів на базі технології надвисокошвидкісних інтегральних схем (VHSIC). Удосконалений Block 50/52 (або 50+/52+) оснащується радаром APG-68(V)9, який має на 30 % більшу дальність виявлення повітряних цілей і режим синтетичної апертурної радіолокації (SAR) для картографування високої роздільної здатності та розпізнавання цілей. У серпні 2004 року компанія Northrop Grumman отримала контракт на модернізацію радарів APG-68 літаків Block 40/42/50/52 до стандарту (V)10. Це забезпечило можливість автономного виявлення та наведення у будь-яку погоду для високоточної зброї з GPS-наведенням, SAR-картографування, режимів радіолокаційного слідування рельєфу, а також одночасну роботу у всіх режимах.
F-16E/F оснащений радаром AN/APG-80 з активною електронною фазованою решіткою (АФАР) виробництва Northrop Grumman. Northrop Grumman також розробила останню модернізацію радара для F-16 (вибраного для модернізації ПС США та Повітряних сил Китайської Республіки (Тайваню)), під назвою AN/APG-83 Scalable Agile Beam Radar (SABR). У липні 2007 року компанія Raytheon оголосила про розробку радара наступного покоління на основі свого попереднього радара з АФАР AN/APG-79 як конкурента радарів AN/APG-68 та AN/APG-80 компанії Northrop Grumman для F-16. 28 лютого 2020 року компанія Northrop Grumman отримала замовлення від ПС США на продовження терміну служби їхніх F-16 щонайменше до 2048 року, в рамках програми продовження ресурсу (SLEP; англ. «Service-life extension program»), з оснащенням радаром AN/APG-83.

### Двигун

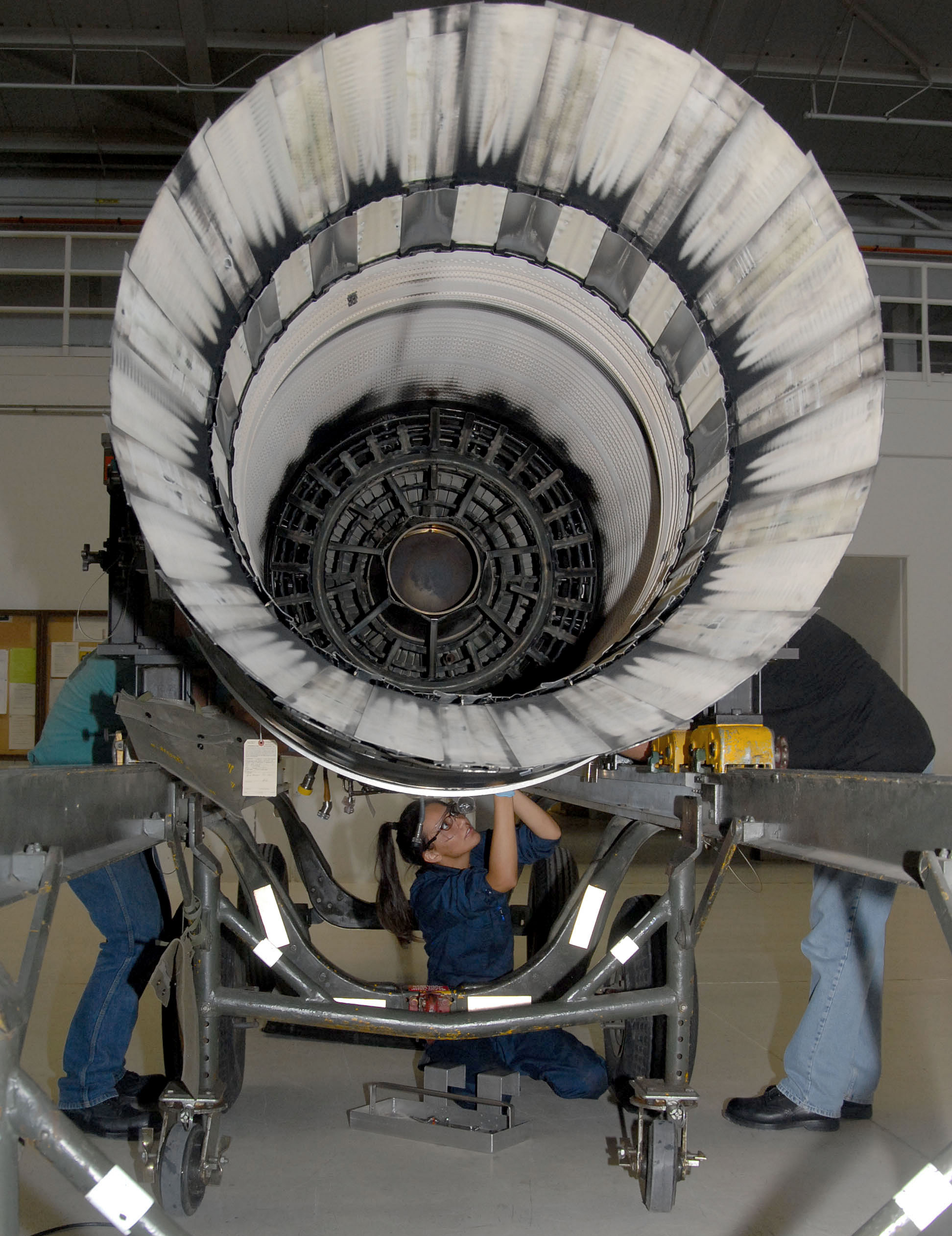
Форсажна камера – концентрична кільцева структура всередині сопла

Первісною силовою установкою, обраною для одномоторного F-16, був турбовентиляторний двигун Pratt & Whitney F100-PW-200 з форсажною камерою — модифікована версія двигуна F100-PW-100, що використовувався на F-15, з тягою 106,0 кН. Під час випробувань з’ясувалося, що цей двигун схильний до зупинок компресора та так званих «відкатів» (rollback), коли тяга двигуна раптово зменшувалася до рівня холостого ходу. До усунення цих проблем ПС США наказали експлуатувати F-16 лише в межах дистанції для аварійної посадки без тяги (англ. Dead-stick landing) від баз. Цей двигун був стандартним для F-16 аж до модифікації Block 25, за винятком новопобудованих Block 15 з оновленням експлуатаційної придатності. У межах оновлення експлуатаційної придатності був запроваджений двигун F100-PW-220 з тягою 105,7 кН, який згодом встановлювали на літаки Block 32 та 42. Головним нововведенням стала цифрова система керування двигуном, яка покращила надійність і зменшила кількість зупинок. Починаючи з 1988 року, двигун «-220» також почали використовувати на F-15 замість «-100», для уніфікації. Багато двигунів «-220» на літаках Block 25 та пізніших були з 1997 року модернізовані до стандарту «-220E», що покращило надійність і обслуговуваність; кількість позапланового зняття двигунів зменшилася на 35 %.

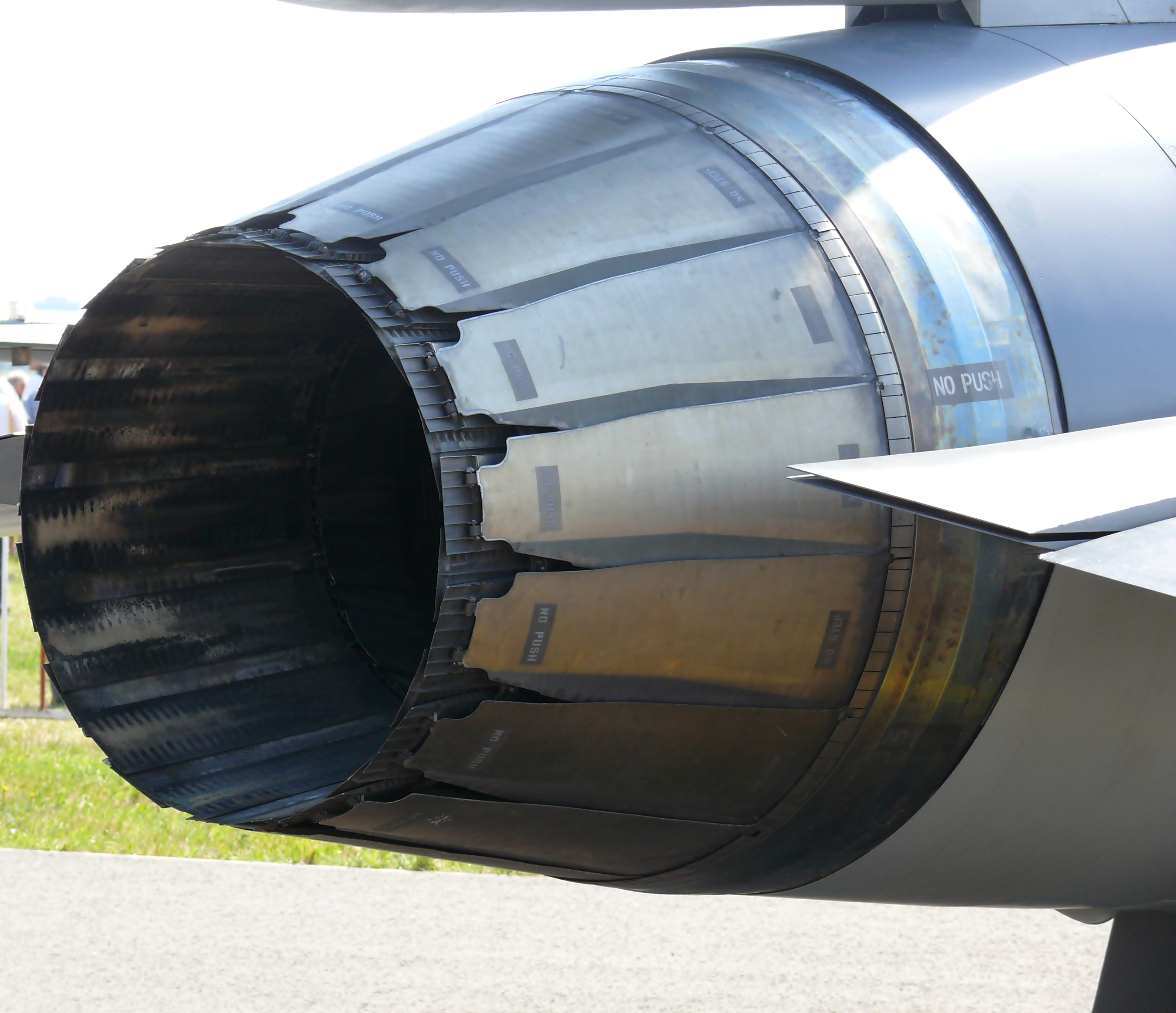
Регульоване сопло в стиснутому положенні

Двигун F100-PW-220/220E став результатом програми ПС США «Альтернативний двигун для винищувача» (AFE; англ. «Alternate Fighter Engine»), яку в народі прозвали «Велика двигунна війна». В її межах компанія General Electric також стала постачальником двигунів для F-16. Її турбовентиляторний двигун F110-GE-100 був обмежений початковим повітрозабірником до тяги 114,47 кН, але модульний універсальний повітрозабірник (Modular Common Inlet Duct) дозволив F110 досягти максимальної тяги 128,93 кН. (Для розрізнення літаків із цими двома типами двигунів і повітрозабірників, починаючи з серії Block 30, блоки, що закінчуються на «0» (наприклад, Block 30), оснащені двигунами GE, а ті, що закінчуються на «2» (наприклад, Block 32), — двигунами Pratt & Whitney).
Програма підвищеної продуктивності двигунів (IPE; англ. «Increased Performance Engine») призвела до появи двигуна F110-GE-129 з тягою 131,61 кН для Block 50 та F100-PW-229 з тягою 129,7 кН для Block 52. Літаки F-16 почали літати з цими IPE-двигунами на початку 1990-х. Загалом із 1446 літаків F-16C/D, замовлених ПС США, 556 були оснащені двигунами серії F100, а 890 — серії F110. Винищувачі Block 60, що постачалися Об'єднаним Арабським Еміратам, оснащені двигуном General Electric F110-GE-132 із максимальною тягою 145 кН — це найпотужніший двигун, розроблений для F-16.

### Озброєння

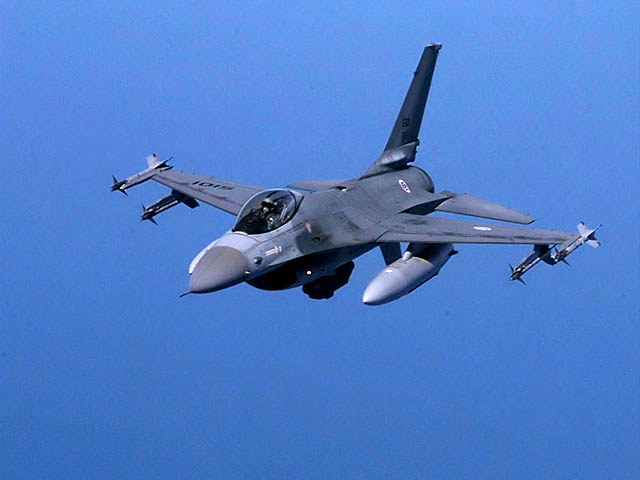
F-16A Повітряних сил Португалії, оснащений ракетами AIM-9 Sidewinder, контейнером РЕБ AN/ALQ-131 та зовнішніми паливними баками.

Ранні модифікації F-16 могли бути озброєні тепловізійними ракетами малої дальності класу «повітря — повітря» AIM-9 Sidewinder у кількості до 6 одиниць, встановлених на пускових напрямних на кожному кінці крила, а також ракетами середньої дальності з напівактивною радіолокаційною ГСН AIM-7 Sparrow у змішаному озброєнні. Більш сучасні версії підтримують AIM-120 AMRAAM, і американські літаки часто встановлюють ці ракети на кінцях крил, щоб зменшити флатер (коливання) крила. Літак може нести різні інші ракети класу «повітря — повітря», широкий спектр ракет класу «повітря — поверхня» (JDAM, GBU-39, AGM-154 JSOW, AGM-158 JASSM), некеровані ракети або бомби; контрзаходи РЕБ, навігаційні, цільові або бойові контейнери; а також паливні баки на 9 точках підвісу – шість під крилами, дві на кінцях крил і одна під фюзеляжем. Дві додаткові точки під фюзеляжем доступні для встановлення сенсорних або радарних контейнерів.
F-16 також оснащений 20-мм шестиствольною роторною гарматою M61A1 Vulcan, встановленою всередині фюзеляжу ліворуч від кабіни пілота.

## Тактико-технічні характеристики
Наведені характеристики відповідають модифікації F-16C Block 50/52.
Джерела даних: сторінка ПС США, International Directory of Military Aircraft, 
Льотний посібник для F-16C/D Block 50/52+, Мілітарний.

### Технічні характеристики
- Екіпаж: 1 людина (2 для F-16D)[35]
- Довжина: 15,06 м
- Розмах крила: 9,96 м
- Висота: 4,9 м
- Площа крила: 28 м²
- Профіль крила: NACA 64A204[74]
- Коефіцієнт видовження крила: 3,2

Схема F-16 в 3 проекціях

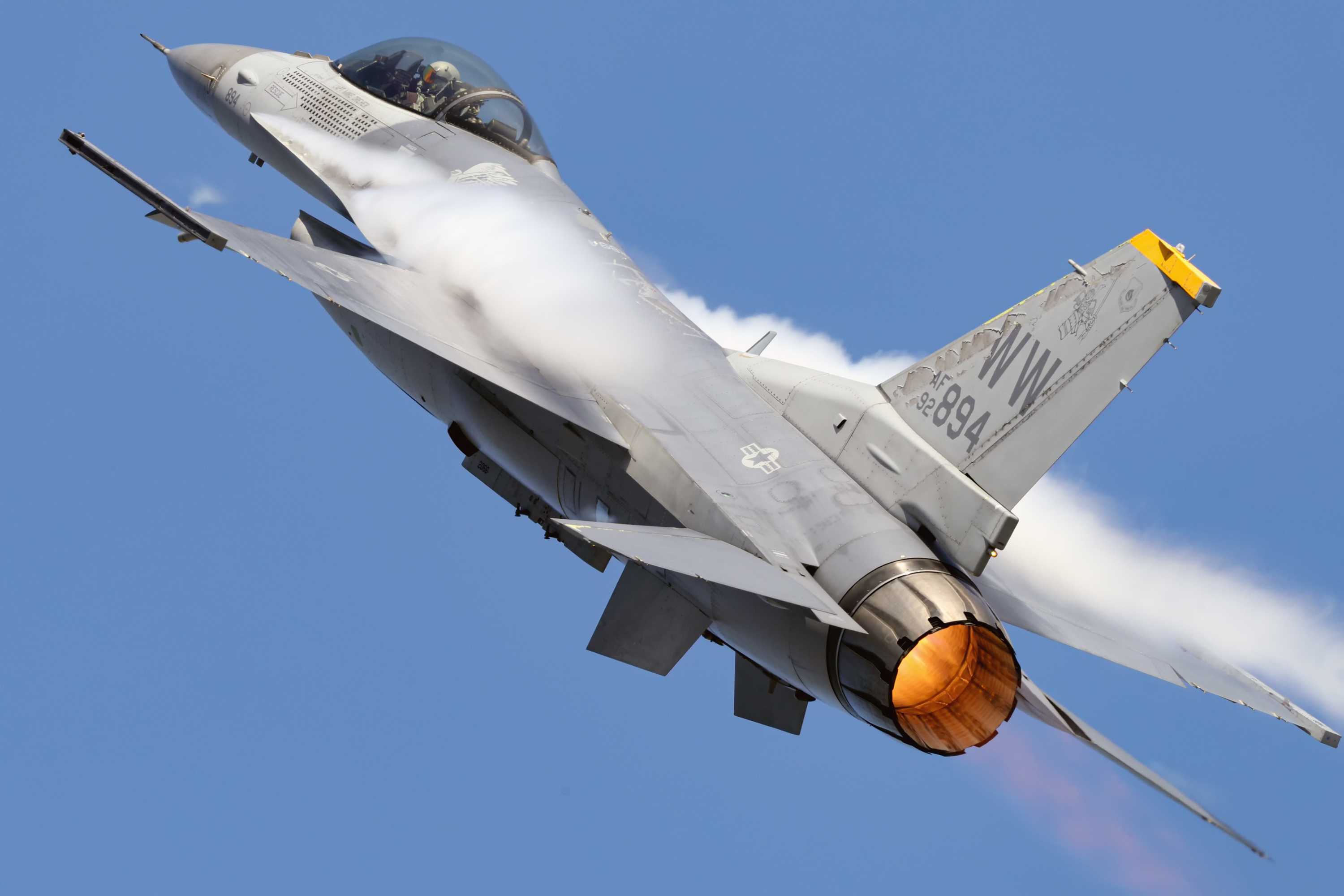
F-16 на форсажі

- Кут стрілоподібності по передній межі: 40°
- База шасі: 4 м
- Колія шасі: 2,36 м
- Маса порожнього: 8 500 кг
- Нормальна злітна маса: 12 720 кг
- Максимальна злітна маса: 17 000 кг
- Маса палива у внутрішніх баках: 3 200 кг[35]
- Об'єм паливних баків: 3986 л внутрішній та ППБ 1 × 1136 л або 2 × 1402 л
- Силова установка: 1 × ТРДДФ General Electric F110-GE-129 (Block 50)
  - Безфорсажна тяга: 1 × 76,31 кН
  - Форсажна тяга: 1 × 131 кН
- Силова установка: 1 × ТРДДФ Pratt & Whitney F100-PW-229 (Block 52)
  - Безфорсажна тяга: 1 × 79 кН
  - Форсажна тяга: 1 × 129,7 кН

### Льотні характеристики
- Максимальна швидкість:
  - на великій висоті (12 000 м): 2 Маха (~2120 км/год)[35][71]
  - на малій висоті (200 м): 1,2 Маха (~1270 км/год)[71]
- Бойовий радіус: 546 км під час виконання hi-lo-hi завдань з 4 × 454 кг бомбами
- Перегінний радіус: 4217 км (з ППБ)
- Практична стеля: 15 000 м[35]
- Динамічна стеля: 18 500 м
- Швидкопідйомність: 275 м/с
- Навантаження на крило: 431 кг/м²
- Тягооснащеність: 1,095 (1,24 з завантаженою вагою та 50 % внутрішнього палива)
- Максимальне експлуатаційне перевантаження: +9,0 g

### Озброєння

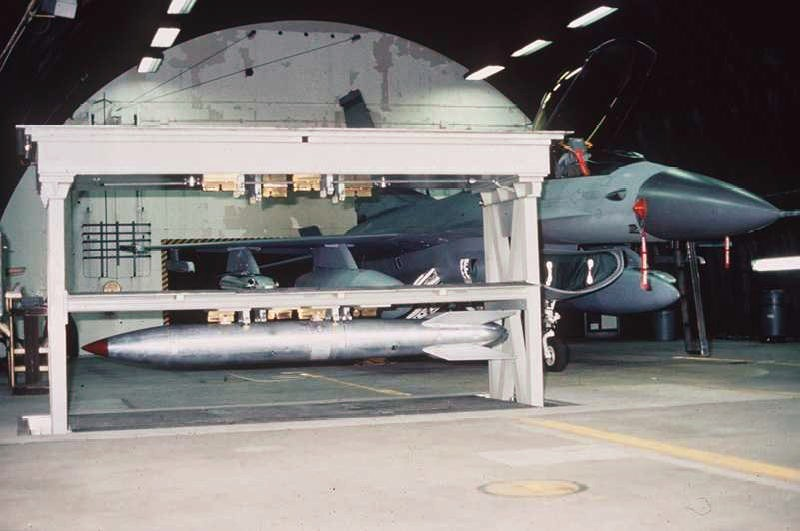
Сховище зброї та система безпеки в піднятому положенні з ядерною бомбою B61 поруч із F-16. Сховище знаходиться в захисному укритті.

Джерела даних: Lockheed Martin F-16.net
- Стрілецько-гарматне: 1×20 мм шестиствольна роторна гармата M61A1 Vulcan, 511 сн.
- Точки підвісу: 9
- Бойове навантаження: 7 700 кг (максимальне 8 850 кг)
- Керовані ракети:
  - ракети «повітря — повітря»:
    - 6 × AIM-9 Sidewinder
    - 6 × AIM-120 AMRAAM
    - 6 × IRIS-T
    - 6 × Python-4
    - 6 × Python-5
    - 2 × AIM-7 Sparrow[79][80] та 4 × AIM-9 Sidewinder

  - ракети «повітря — поверхня»:
    - 6 × AGM-65 Maverick
    - 2 × AGM-88 HARM
    - 2 × AGM-158 JASSM
    - 4 × AGM-154 Joint Standoff Weapon (JSOW)

  - протикорабельні ракети:
    - 2 × AGM-84 Harpoon
    - 4 × AGM-119 Penguin
- Некеровані ракети:
  - 4 × ракетні блоки LAU-61/LAU-68 (кожен з ракетами 19/7 × Hydra 70 mm/APKWS відповідно[81])
  - 4 × ракетні блоки LAU-5003 (кожен з 19 × 70-мм ракетами CRV7)
  - 4 × ракетні блоки LAU-10 (кожен з 4 × ракетами Zuni 127 мм)
- Бомби:
  - Некеровані бомби:
    - 12 × Mark 82 (500-фунтова, 227 кг)
    - 8 × Mark 83 (1000-фунтова, 460 кг)
    - 4 × Mark 84 (2000-фунтова, 925 кг)

  - Кориговані бомби:
    - 4 × Joint Direct Attack Munition (JDAM) серія
    - 4 × GBU-10 Paveway II
    - 6 × GBU-12 Paveway II
    - 4 × GBU-24 Paveway III
    - 4 × GBU-27 Paveway III
    - 8 × CBU 103/104/105 (касетні)

  - Ядерні бомби:
    - B61 (324 кг, 0.3-400 кт)
    - B83 (1100 кг, 1.2 мт)
- Інша зброя:
  - ADM-160 MALD[82]

### Авіоніка
- Радар AN/APG-68 та AN/APG-83 (залежить від варіанту літака). Радар AN/APG-68 замінюється на багатьох літаках ПС США F-16C/D Block 40/42 та 50/52 на радар AN/APG-83 SABR[83][84].
- Приймач радарного попередження AN/ALR-56M; на F-16C/D Block 40/42 та 50/52 ПС США замінений на AN/ALR-69A(V)
- Комплект РЕБ AN/ALQ-213; на F-16C/D Block 40/42 та 50/52 ПС США замінений на AN/ALQ-257
- MIL-STD-1553

## Варіанти та модифікації

#### F-16А/B
F-16A — одномісний багатоцільовий винищувач здебільшого для дій у світлий час доби. Це перший серійний варіант F-16. На літаках цієї модифікації використовувались двоконтурні турбореактивні двигуни з форсажною камерою Pratt & Whitney F100-PW-200 з тягою 6655 кгс, на форсажі — 10 810 кгс. Система керування озброєнням складалася з імпульсно-доплерівського радара Westinghouse AN/APG-66, який забезпечив F-16 всепогодність застосування (яка не передбачалась проєктом), але не мав можливості підсвічування цілі для ракет із напівактивною головкою наведення. Інша авіоніка включала в себе пристрій попередження про радіолокаційне опромінення AN/ALR-69 і підвісний контейнер із станцією активних перешкод. Озброєння винищувача — шестиствольна авіаційна гармата General Electric M61A1 (6000 пострілів на хвилину, 515 набоїв), до шести КР (керованих ракет) ближнього бою AIM-9L/M/P «Sidewinder», а також некерована зброя «повітря — поверхня» на дев'яти вузлах підвіски загальною масою до 5420 кг.
F-16В — двомісний навчально-бойовий варіант F-16А. Виробництво для ПС США припинене в 1985 році. Через збільшені розміри кабіни не мав фюзеляжного паливного баку, що зменшило запас палива на 17 %.
Літаки F-16 випускались серіями — «блоками»: 1, 5, 10, 15. Перші три серії майже не відрізнялись, а «блок 15» був модернізований за програмою «MSIP I»: хвостове оперення отримало більшу площу, оновлено радар і встановлено нову радіостанцію «HaveQuick». В 1988 році випускались літаки серії 15OCU (Operation Capability Upgrade) з новими двигунами Pratt & Whitney F100-PW-220 із цифровою системою управління, новий індикатор на лобовому склі, вдосконалену інерційну навігаційну систему на лазерних гіроскопах. У підвісному контейнері могла кріпитись станція радіоелектронної боротьби AN/ALQ-131. Озброєння доповнилось керованими ракетами «повітря — повітря» середньої дальності з активною головкою наведення AIM-120 AMRAAM.

##### F-16 MLU
У 1990-х роках відбулася модернізація F-16A/B за проєктом MLU (Mid-Life Upgrade). Радар замінювався на новіший AN/APG-66(V)2, новий ширококутний індикатор на лобовому склі. Було замінено бортовий комп'ютер, додано нові індикатори і встановлено комбіновану інерційно-супутникову навігаційну систему. До озброєння додали керовану зброю «повітря — поверхня». Ці літаки також були структурно модернізовані, щоб забезпечити термін служби планера 8000 годин у програмі під назвою Falcon UP.
В цей ж час 24 літаки «блоку 10» було пристосовано для підвіски контейнера GPU-5/A з чотириствольною 30-мм гарматою GAU-13/A, модифікація позначається «блок 10CAS».

##### F-16 ADF
З жовтня 1986 р. Повітряні сили США, приступили до модернізації 270-ти F-16A/B за програмою Air Defense Fighter (ADF; укр. «Винищувач протиповітряної оборони») для переобладнання літаків у винищувачі-перехоплювачі ППО. Ці машини отримали вдосконалену РЛС, здатну відстежувати дрібні цілі, і ПУ для ракет AIM-7 Sparrow, здатних вражати об'єкти за межами візуальної видимості. F-16 ППО можуть нести 6 КР AIM-120, AIM-7 Sparrow або AIM-9 класу «повітря — повітря».
Спочатку призначені для протиповітряної оборони континентальної частини США під час Холодної війни, з падінням Берлінської стіни ADF втратили чітку місію, і більшість з них були законсервовані з 1994 року. Деякі законсервовані ADF пізніше були експортовані до Йорданії (12 моделей A і 4 моделі B) і Таїланду (15 моделей A і 1 модель B), тоді як 30 моделей A і 4 моделі B були передані в оренду Італії з 2003 по 2012 рік.
Хоча виробництво було завершене в березні 1985 року, в 1990-х Тайвань замовив літаки цієї модифікації. Серія отримала назву «блок 20» і відрізнялась від MLU новішим радаром AN/APG-66(V)3.

#### F-16С/D
Програма модернізації «MSIP II» призвела до появи нової модифікації — F-16С/D. F-16C — одномісний вдосконалений багатоцільовий винищувач (Поставляється ПС США з липня 1984 року) і двомісний варіант F-16D (Поставляється ПС США з вересня 1984 року). Перша серія цих літаків отримала позначення «блок 25». Головною відмінністю став радар AN/APG-68, який відрізнявся від попереднього більшою дальністю дії, більшою точністю і ширшим набором функцій. Був встановлений ширококутний індикатор на лобовому склі і два блоки дипольних відбивачів і інфрачервоних пасток AN/ALE-40. Озброєння збільшилось на ракети «повітря — поверхня» AGM-65D «Maverick».
Наступний блок — «блок 30» мав новий двигун General Electric F110-GE-100 з тягою 7 790 кгс (на форсажі — 12 985). Оновили дипольні відбивачі й ІЧ пастки до новіших AN/ALE-47 (чотири блоки). Оновився і бортовий комп'ютер. Паралельно випускався «блок 32», який відрізнявся двигунами Pratt & Whitney F100-PW-220. У майбутньому всі серії з двигуном General Electric отримали номер з «0» в кінці, а з Pratt & Whitney — «2». Для імітації ймовірного противника (Су-27) в 1986—1987 роках також випускались літаки на основі «блоку 30», але без засобів РЕБ, ІЧ пасток і вбудованої гармати. Ці літаки отримали позначення F-16N (TF-16N — двомісний варіант), але були зняті з озброєння до 1995 року. У другій половині 1980-х років літаки F-16C/D були обладнані засобами зниження помітності (металізований ліхтар кабіни з внутрішньої сторони, застосовані радіо поглинальні матеріали в зоні повітрозабірників).

#### «Night Falcon» і серія «Блок 50»
З грудня 1988 р. почався випуск серії «Блок 40/42» «Night Falcon» з підвісними контейнерами прицільно-навігаційної маловисотної системи LANTIRN (навігаційний контейнер AN/AAQ-13, прицільний — AN/AAQ-14), РЛС APG-68V, цифровою системою управління польотом, системою автоматичного проходження рельєфу місцевості і новим пристроєм попередження опромінення AN/ALR-56M. Зі збільшенням кількості обладнання підвищилася злітна вага літака, що зумовило необхідність посилення шасі.
З грудня 1991 р. стали випускатися серії «Блок 50» і «Блок 52». Ці машини мають РЛС APG-68(V)3, новий ІЛС, поєднаний із системою нічного бачення, потужнішу ЕОМ, а також пристрої розкидання диполів ІЧ пасток. Ці останні варіанти F-16 обладнані двигунами General Electric F110-GE-229 IPE і Pratt & Whitney F100-PW-220 IPE з форсажною тягою 13500 кгс. Деякі літаки отримали можливість використовувати протирадіолокаційні ракети AGM-88B HARM, для керування ними підвішувався ще контейнер AN/ASQ-213 HTS. Модифікація з такими ракетами позначалась F-16CJ/DJ.

### F-16E/F «Блок 60»
Lockheed Martin F-16E/F Block 60 Desert Falcon — одна з останніх модифікацій літака, що є багатофункціональним винищувачем. Вперше піднявся у небо 2003 року. Він призначений для завдання ударів високоточною зброєю по наземних цілях незалежно від часу доби та погоди, в умовах жорсткої протидії з боку ППО противника. Має збільшені паливні баки, радар APG-80, покращену електроніку, авіоніку та більш потужний двигун General Electric F110-GE-132.

### F-16V
На Сінгапурському авіашоу 2012 року компанія Lockheed Martin представила плани щодо нової модифікації F-16V, де V означає Viper. Вона була розроблена через затримку в розробці винищувача п'ятого покоління F-35. Перший політ прототипа відбувся 27 жовтня 2015 року. Модель оснащена радаром AN/APG-83 з активною фазованою антенною решіткою (АФАР), новим бортовим комп'ютером і системою електронної боротьби, автоматизованою системою запобігання зіткнення з землею та різноманітними поліпшеннями кабіни пілота; цей пакет є опцією для поточного виробництва F-16 і може бути модернізований на більшість F-16, що перебувають на озброєнні Перший політ відбувся 21 жовтня 2015 року.

### F-16 «Блок 70/72»
F-16 «Блок 70» і «Блок 72» отримали однаковий набір обладнання та відрізняються лише двигуном: перша версія оснащена силовим агрегатом General Electric F110, а в конструкцію Block 72 інтегрували Pratt & Whitney F100. «Блок 70/72» відрізняються від минулих версій F-16 модернізованою кабіною пілота з основним дисплеєм високої роздільної здатності, розширеним набором озброєння та наявністю конформних паливних баків. Крім того, літаки мають радіолокаційну станцію з активними фазованими антенними решітками (АФАР) AN/APG-83 Scalable Agile Beam Radar, що наділяє «Блок 70/72» характеристиками винищувачів п'ятого покоління.

### Наступні модифікації
До другої половини 90-х років «Fighting Falcon» перестав масово випускатися для ПС США, проте продовжував продаватися в інші країни. З врахуванням вимог замовників було розроблено декілька спеціальних модифікацій:
- F-16ES. Для Ізраїлю в 1994 році розробляли модифікацію на основі F-16C зі збільшеною дальністю польоту. Модель отримала додаткові паливні баки (бойовий радіус — 1600 км). Але Ізраїль вирішив закупити F-15I;
- F-16E/F «блок 60». Серійна модифікація, що вироблялася для ПС ОАЕ. Модель мала РЛС AN/APG-80 з активною фазовою решіткою, здатною одночасно працювати з цілями на землі і в повітрі. З'явилась вбудована в корпус електронно-оптична станція, що дозволила використовувати високоточну зброю без підвісних контейнерів, також інтегрована станція РЕБ з активними перешкодами AN/ALQ-165. На літаках використовували оптоволоконну шину передачі даних. Озброєння зросло на ракети ближнього бою «повітря — повітря» AIM-132 ASRAAM і «повітря — поверхня» AGM-84 SLAM-RM. Літак став важчим і для компенсації був використаний двигун F110-GE-132 з форсажною тягою 14 750 кгс;
- F-16I. Модифікація для Ізраїлю, подібна до F-16E, але з простішою РЛС AN/APG-68(V)9;
- QF-16. У 2010 році ПС США уклали контракт з Boeing вартістю $ 69 млн на серійну конверсію в літаки-мішені 126 винищувачів F-16, що виробили свій ресурс[96] Безпілотні QF-16 повинні замінити парк застарілих і близьких до зносу машин QF-4;
- RF-16C (F-16R) — розвідувальний варіант.

## Оператори

Країни-оператори F-16 Fighting Falcon

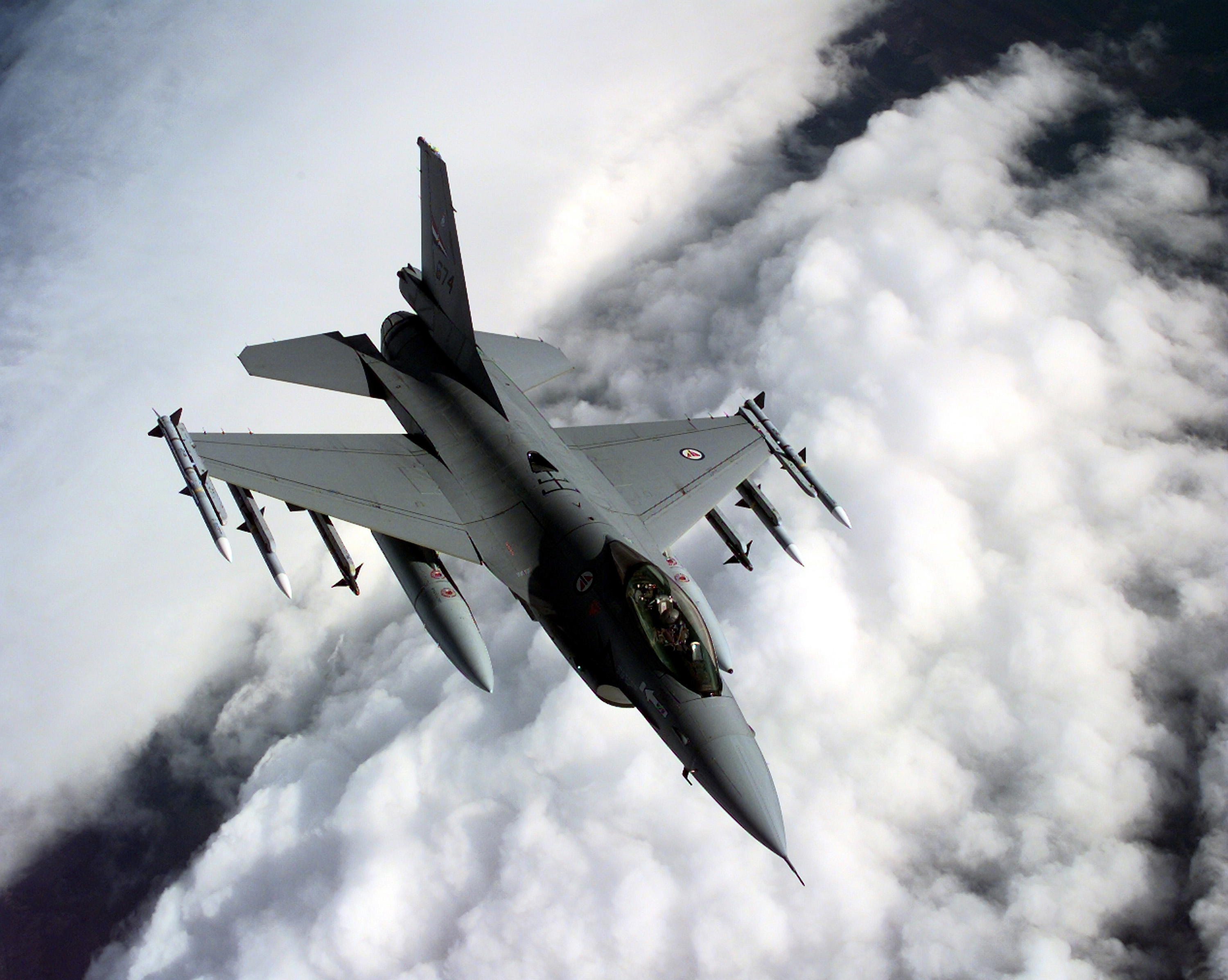
Норвезький F-16A в небі над Балканами

### Поточні
- Аргентина — 24, станом на 2024 рік[97]
- Бахрейн — 20: 16 F-16C Block 40 і 4 F-16D Block 40, станом на 2022 рік[98]
- Бельгія — 53: 44 F-16AM і 9 F-16BM на озброєнні, станом на 2024 рік[99]
- Болгарія — 2: 16 F-16 Block 70, станом на 2025 рік. Було доставлено два винищувача: один для навчання, а інший в одномісній конфігурації. Загалом замовлено 16 літаків F-16 Block 70.[100]
- Венесуела — 18: 15 F-16A і 3 F-16B, станом на 2022 рік[101]
- Греція — 154: 69 F-16CG/DG Block 30/50, 55 F-16CG/DG Block 52+, 20 F-16 C/D Block 52+ ADV та 10 F-16V(C/D) на озброєнні, станом на 2024 рік[102]
- Данія — 44: 34 F-16AM і 10 F-16BM на озброєнні, станом на 2024 рік[103] (за даними FlightGlobal, станом на 2025 рік на озброєнні ПС Данії перебуває 41 F-16: 31 F-16A та 10 F-16B[6]). 24 продано Аргентині у квітні 2024[97]
- Єгипет — 207: 26 F-16A, 6 F-16B, 138 F-16C і 37 F-16D, станом на 2022 рік[104]
- Ізраїль — 196: 50 F-16C (приблизна кількість), 49 F-16D і 97 F-16I, станом на 2022 рік[105]
- Індонезія — 33: 7 F-16A, 2 F-16B, 19 F-16C і 5 F-16D, станом на 2022 рік[106]
- Ірак — 34: 26 F-16C і 8 F-16D, станом на 2022 рік[107]
- Йорданія — 47: 33 F-16AM і 14 F-16BM, станом на 2022 рік[108]
- Марокко — 23: 15 F-16C і 8 F-16D, станом на 2022 рік[109]
- ОАЕ — 78: 54 F-16Е Block 60 і 24 F-16F Block 60, станом на 2022 рік[110]
- Оман — 23: 17 F-16C Block 50 і 6 F-16D Block 50, станом на 2022 рік[111]
- Пакистан — 75: 23 F-16A MLU, 21 F-16B MLU, 9 F-16A ADF, 4 F-16B ADF, 12 F-16C Block 52 і 6 F-16D Block 52, станом на 2022 рік[112]
- Південна Корея — 162: 118 F-16C і 44 F-16D, станом на 2022 рік[113]
- Польща — 48: 36 F-16C Block 52+ і 12 F-16D Block 52+, станом на 2022 рік[114]
- Португалія — 30: 26 F-16AM і 4 F-16BM, станом на 2022 рік[115]
- Румунія — 16: 13 F-16AМ і 3 F-16BM, станом на 2022 рік[116]
- Сінгапур — 60: 20 F-16C Block 52, 20 F-16D Block 52 і 20 F-16D Block 52+, станом на 2022 рік[117]
- США — 827 F-16 всіх модифікацій за даними The Military Balance або 841 F-16 за даними FlightGlobal за 2025 рік[6]
  - Повітряні сили США — 390 F-16C і 90 F-16D на озброєнні, станом на 2024 рік[118]
  - Військово-морські сили США — 10 F-16A, 4 F-16B, 8 F-16C і 6 F-16D на озброєнні, станом на 2024 рік.[119] Також в резерві морської авіації перебуває 12 F-16C, станом на 2024 рік[120]
  - Повітряні сили Національної гвардії США — 261 F-16C і 46 F-16D на озброєнні, станом на 2024 рік[121]
- Таїланд — 51: 37 F-16A і 14 F-16B, станом на 2022 рік[122]
- Тайвань — 141: 77 F-16A/B і 64 F-16V (A/B) станом на 2022 рік[123]
- Туреччина — 260: 27 F-16C Block 30, 162 F-16C Block 50, 14 F-16C Block 50+, 8 F-16D Block 30, 33 F-16D Block 50 і 16 F-16D Block 50+, станом на 2022 рік[124]
- Чилі — 46: 29 F-16AM, 7 F-16BM, 6 F-16C Block 50 і 4 F-16D Block 50, станом на 2022 рік[125]
- Україна — 7+: F-16AM, станом на початок 2025 року.[126] 4 серпня 2024 року, до 20-річчя Повітряних сил ЗСУ, було присвячене офіційне повідомлення про прибуття перших літаків в Україну[127]. The Economist заявило, що 10 з 79 прибули. До кінця 2024 року мають поставити ще 20 літаків. Протягом 2025 року прийдуть ще 49 літаків[128].

### Майбутні
- Словаччина — Словаччина не володіє жодним F-16, станом на 2022 рік[129] Передача виготовлених літаків має розпочатися лише з другого кварталу 2024 року[130].

### Колишні
- Італія — ПС Італії використовували до 30 F-16A та 4 F-16B версії Block 15 ADF, орендованих (лізінг) у повітряних сил США, з 2003 по 2012 роки[131]
- Нідерланди — Королівські повітряні сили Нідерландів продали 6 F-16 Королівським повітряним силам Йорданії[132] та 36 F-16 ПС Чилі у 2005 році[133]. Решту флоту з 42 літаків передають Україні[134]
- Норвегія — 6 січня 2022 року Норвегія оголосила, що всі F-16 були виведені з експлуатації та замінені на F-35[135]. Королівські повітряні сили Норвегії продали 32 своїх F-16 повітряним силам Румунії, а решту справних літаків передали Україні[136][137][138]

## Історія операторів

### Північна та Південна Америки
- США

Прототип під позначенням YF-16 (№ 72-01567) вперше піднявся в повітря 20 січня 1974 року, коли під час пробіжки по аеродрому пілот був змушений злетіти, щоб уникнути аварійної ситуації. Перший політ за програмою випробувань відбувся 2 лютого того ж року. У наступному році з'явився F-16A, а в 1977 р. — двомісний F-16B. Відповідно до серії «Блок 15» (програма ступінчастої модернізації), літаки цих варіантів обладнані стабілізатором збільшеної площі. Відповідно до стандарту «Блок 15», були поліпшені всі раніше випущені машини, на яких встановлені нова РЛС AGP-66 (V2A) й індикатор на лобовому склі.
ПС США використовує найбільшу кількість F-16, загалом було отримано 2230 літаків (664 F-16A, 122 F-16B, 1238 F-16C і 206 F-16D). Станом на кінець 2016 року в строю залишалось близько 950 одиниць F-16C/D (з них 330 у Національній гвардії), це майже половина всіх винищувачів країни. В бойових частинах використовують тільки моделі з «блоків 40/42 і 50/52», деякі старіші модифікації використовують допоміжні частини. В резерві ще зберігаються моделі «блоку 30». Із чотирнадцяти бойових ескадрилей, що використовують F-16, дев'ять знаходяться за кордоном: одна в Німеччині, дві в Італії, дві в Японії і три в Кореї. На території США три ескадрильї ПС «блоку 50» служать у 20-му винищувальному крилі (авіабаза Шоу, Південна Кароліна), дві ескадрильї «блоку 40» у 388 винищувальному крилі (авіабаза Гілл, штат Юта), крім бойових ескадрилей F-16 використовують ще шість випробувальних ескадрилей і дві ескадрильї «Агресорів». В Національній гвардії служить ще 14 ескадрилей, і в резерві ПС — дві. Всі F-16A/B виведені з бойового складу, але частина з них перероблюється в радіокеровані літаки-мішені QF-16A, також такій переробці підлягають перші модифікації F-16C. Перші випробування QF-16A/C пройшли в 2012 році, а в березні 2015 вже взяли на озброєння.
Наявні на озброєнні моделі постійно модернізуються, в період з 2002 до 2011 року більше 200 літаків «блоку 50/52» і 420 «блоку 40/42» пройшли модернізацію за програмою CCIP. Вони отримали новий комплекс бортового обладнання, зокрема нашоломні приціли JHMS. Разом із системами LANTIRN з'явилась можливість використовувати новіші прицільні контейнери AN/AAQ-28 «Lighting» і AN/AAQ-33 «Sniper».
F-16 планували залишити на озброєнні ПС США до 2025 року. Його заміною має стати варіант F-35A від Lockheed Martin, який, як очікується, поступово почне замінювати кілька багатоцільових літаків у країнах-учасницях програми. Однак через затримки в програмі F-35 всі F-16 ПС США пройдуть модернізацію для продовження терміну служби. У 2022 році було оголошено, що ПС США продовжуватимуть експлуатувати F-16 ще два десятиліття.
2 листопада 2024 року F-16 з 85-ї ескадрильї США здійснив перший політ з комплексом радіоелектронної боротьби IVEWS. У Повітряних силах США розповіли, що система підіймає літак до статусу «четвертого покоління плюс», що дозволяє йому ефективно протистояти сучасним загрозам. Розробкою системи AN/ALQ-257 Integrated Viper Electronic Warfare Suite (IVEWS) займається американська компанія Northrop Grumman.
Система IVEWS включає цифровий приймач радіолокаційного оповіщення нового покоління, удосконалений процесор, розроблений спеціально для систем РЕБ, і потужні передавачі з антенами, оптимізованими під розміри, вагу і вимоги до потужності винищувача F-16.
- Венесуела

В травні 1982 уряд країни підписав контракт на поставку 18 F-16A block 15 та 6 F-16B для заміни «Міраж» III та «Міраж» 5. Поставки почалися у вересні 1983. В ході експлуатації 3 літаки розбилися.
- Аргентина

16 квітня 2024 року міністр оборони Аргентини підписав контракт з міністром оборони Данії у тісній координації з американським урядом на придбання 24 літаків.

### Європа
- Бельгія

Повітряні сили Бельгії отримали 160 винищувачів (136 F-16A і 24 F-16B) в 1979—1991 роках, які були виготовлені за ліцензією на бельгійській фірмі SABCA. Станом на 2016 рік на озброєнні залишалось ще 54 модернізовані версії F-16AM/BM (1-ша і 350-та ескадрильї на авіабазі Флоренн, 31-ша і 349-та ескадрильї на авіабазі Кляйне-Брогель). В ході модернізації було встановлено прицільні контейнери AN/AAQ-33 «Sniper», нашоломні приціли JHMCS. Арсенал поповнився керованими авіабомбами JDAM і GBU-27 Paveway III/IV. Бельгійські F-16 мають залишатись на озброєнні ще до 2025 року.
14 жовтня 2018 року під час ремонтних робіт стався прикрий інцидент: механік випадково привів у дію 20-мм гармату M61A1 Vulcan на одному з F-16, пострілами з неї був підпалений інший F-16, полум'ям з якого був пошкоджений третій літак F-16.
- Болгарія

У 2018 та 2022 роках уряд Болгарії підписав два контракти з Lockheed Martin на 16 багатоцільових винищувачів F-16D Block 70 для заміни парку застарілих МіГ-29. Вартість другого контракту оцінюється у $1,3 млрд, в який входять 8 винищувачів F-16D Block 70 (Viper) із супутнім обладнанням та навчанням.
Окрім винищувачів, країна також замовила відповідне озброєння та матеріально-технічний пакет для їхнього обслуговування.
У січні 2024 року стало відомо, що 7 болгарських F-16 Viper знаходяться на різних стадіях збірки. Політ першої бойової машини відбувся 22-го жовтня 2024 року. 2 квітня 2025 року Повітряні сили Болгарії отримали у своє розпорядження перший винищувач F-16D (V) Block 70.
- Нідерланди

Королівські повітряні сили Нідерландів отримали 213 F-16 (177 F-16A, 36 F-16B) виготовлених нідерландською фірмою «Fokker» в 1979—1992-х. В середині 2016 року в строю залишався ще 61 винищувач (52 F-16AM і 9 F-16BM), при цьому 10 літаків розташовані в США, на авіабазі Люк (Аризона), де готуються нідерландські пілоти. Інші розділені на три ескадрильї: 312 і 313 на авіабазі Волкел і 322-га на авіабазі Леуварден. До 2024 року планується замінити їх на F-35A.
- Норвегія

Королівські повітряні сили Норвегії в 1980—1984 роках отримали 60 F-16A і 12 F-16B, виготовлених компанією «Fokker». У 1989 році ще два F-16B було закуплено в США, для заміни втрат. Станом на 2016 рік у строю залишається 45 F-16AM i 10 F-16BM, розміщених в 331, 332 і 338 ескадрильях (авіабази Буде і Орлан). Норвезькі F-16 планується замінити на F-35.
- Данія

Загалом Королівські повітряні сили Данії отримали 77 F-16: 46 F-16A і 12 F-16B нідерландського виробництва («Fokker») в 1980—1983 роках, ще 12 нідерландських машин в 1987—1991 роках, і 7 американських винищувачів в 1994 і 1997 роках для компенсації втрат. До 2016 року в строю залишилось 30 літаків F-16AM/BM, розділених між 727 і 730 ескадрильями на авіабазі Скрюдструп. Їх теж планують замінити на F-35. 16 квітня 2024 року міністр оборони Данії підписав контракт з міністром оборони Аргентини в тісній координації з американським урядом на продаж 24 літаків.
- Польща

У 1997 польський уряд підняв проблему заміни парку винищувальної авіації Повітряних сил, який на той час був представлений МіГ-21 та Су-22. Країні було потрібно приблизно 100 «універсальних» винищувачів для заміни 350 застарілих радянських машин. У конкурсі узяли участь Dassault Mirage 2000, Saab JAS 39 Gripen та F-16. Однак амбіційні плани наштовхнулись на відсутність грошей у державному бюджеті. Тому в листопаді 1998 року британська British Aerospace, шведська Saab та німецька Daimler-Benz Aerospace отримали замовлення на модернізацію за західними стандартами винищувачів МіГ-29.
Проте в грудні 2002 року було прийнято рішення про закупівлю 48 F-16 «Block 52+» (36 C та 12 D). Контракт на рекордну для Східної Європи суму в $3,5 млрд був підписаний у квітні 2003 року. В ньому було прописано, що складання двигунів буде проводитися в Польщі, як і виготовлення частини обладнання. Крім того, в цю суму входила підготовка пілотів, а також запасні двигуни, ракети та бомби. Перший літак польського контракту піднявся в повітря 14 березня 2006. Винищувачами укомплектували три ескадрильї: 3-тю і 6-ту в Познані, і 10-ту в Ласку. Разом з літаками Польща закупила прицільні контейнери AN/AAQ-33 «Sniper» і розвідувальний комплекс RAPTOR (DB-110), а також авіаційне озброєння (керовані ракети AIM-9X, AIM-120C, AGM-65, керовані бомби JDAM і GBU-27 Paveway III). В 2017 році додались крилаті ракети AGM-158A JASSM. На початку 2021 стало відомо про намір здійснити модернізацію наявного парку F-16.
- Португалія

Повітряні сили Португалії отримали в цілому 45 літаків (включаючи 38 F-16A і 7 F-16B). Було закуплено дві партії: перша — в рамках програми Peace Atlantis I в 1994 році поставлені 20 F-16A/B Block 15OCU, і у рамках програми Peace Atlantis II в 1999 році поставлено 25 F-16A/B Block 15, які раніше перебували на озброєнні ПС США (з них п'ять машин призначалися для розбору на запчастини). Літаки, закуплені в 1999 році, поступово проходять модернізацію до стандарту MLU, отримали нашоломні приціли JHMCS, прицільні контейнери AN/AAQ-28 «Lighting», вдосконалені станції РЕБ і навігаційну систему. Перший модернізований літак надійшов в 301-шу ескадрилью в 2003 році. За час експлуатації в льотних пригодах втрачено дві машини (у 2002 і 2008 роках). Станом на 2016 рік 30 F-16 перебувають на озброєнні двох ескадрилей, що базуються на авіабазі Монте-Реал — 201-ї «Falcões» і 301-ї «Jaguares».
- Греція

Повітряні сили Греції отримали загалом 170 F-16C/D. В 1989—1990 40 літаків «блоку 30» (34 F-16C, 6 F-16D), в 1997—1998 40 літаків «блок 50» (32 F-16C i 8 F-16D), в 2002—2004 — 60 «блок 52+» (40 F-16C, 12 F-16D), а в 2009—2010 — 30 «блок 52М» (18 F-16C, 12 F-16D). Станом на 2025 рік у строю залишалось ще 152 літака у восьми ескадрильях. До 2030 року уряд Греції планує списати 32 F-16 «блок 30», а 85 у літаків версії «блок 52+» мають пройти модернізацію до «блок 72».
- Італія

Повітряні сили Італії в 2003—2004 році орендували 30 F-16A і 4 F-16B в США як тимчасову заміну, поки не завершились поставки Eurofighter Typhoon. До 2012 року ці машини були повернені в США.
- Румунія

Повітряні сили Румунії для заміни старих МіГ-21 у 2014 році закупили 12 F-16AM/BM у Португалії. В 2016—2017 машини були поставлені в 53-ю ескадрилью на авіабазі Фетешть.
- Словаччина

В липні 2018 року словацький уряд ухвалив рішення придбати F-16 Block 70/72 на заміну наявному парку МіГ-29. Заплановано придбати 14 літаків найновішої модифікації, обладнаних радарами AESA Northrop Grumman AN/APG-83 SABRE, сума контракту може становити $2,91 млрд. Перший вироблений літак F-16 Block 70 для Повітряних сил Словацької республіки був представлений 8 вересня 2023 р. на заводі Lockheed Martin у Грінвіллі, Південна Кароліна, під час візиту Міністра оборони Словаччини Мартіна Скленар.

#### Україна

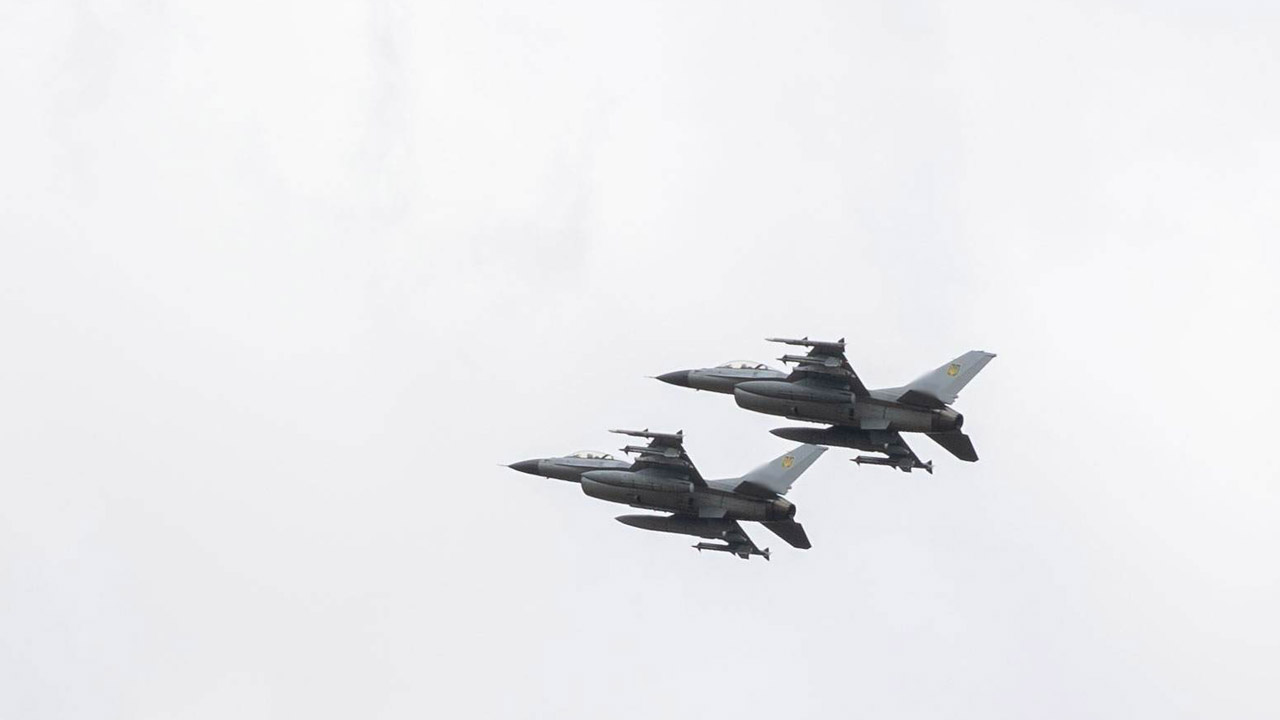
F-16 Fighting Falcon повітряних сил України

Питання закупівлі F-16 розглядалось щонайменше з 2020 року. Командування Повітряних сил ЗСУ опублікувало візію щодо раціональних шляхів розвитку виду військ, в якій було визначено потреби в заміні радянських літаків на західні та їх уніфікацію. Станом на червень 2021 року розглядались JAS-39E/F Gripen, F-16 Block 70/72, F-15EX, а Франція також пропонувала Dassault Rafale.
З початком російського вторгнення в Україну 24 лютого 2022 року постало питання отримання західних літаків у рамках МТД для відбиття російській агресії: зокрема, українські пілоти, маючи застарілі радари та ракети, мали дуже великі труднощі в боротьбі з російськими літаками. Починаючи з червня 2022, питання про надання Україні винищувачів почало порушуватись активніше. Так, у червні українська делегація включно з пілотом Андрієм Пільщиковим позивний «Джус», проводила в США перемовини з метою довести необхідність надання таких літаків.
Станом на кінець січня 2023 року проводились перемовини про майбутню передачу літаків Україні. Після схвалення передачі західних танків (Challenger 2, Leopard 2, M1 Abrams) це питання взяли в роботу. Деякі країни, як Польща та Нідерланди, заявили про свою готовність передати винищувачі в разі ухвалення відповідного рішення НАТО. Головний операційний директор компанії-виробника Lockheed Martin повідомив, що компанія готова розширити виробництво, щоб задовольнити попит країн, які віддають літаки.
У травні 2023 року радник міністра оборони України Юрій Сак повідомив, що Україна звернулась до країн-партнерів з проханням передати від 40 до 50 літаків F-16 аби сформувати три-чотири ескадрильї. Потреба у сучасних винищувачах набула особливої гостроти після зростання інтенсивності застосування російською авіацією планерних авіабомб різних типів. 16 травня 2023 року Велика Британія, Нідерланди та Франція оголосили, що створюють «коаліцію винищувачів» для надання Україні F-16. Це сталося після візиту президента України до Європи. 19 травня 2023 року США із союзниками повідомили, що нададуть Україні винищувачі. 20 серпня 2023 року Президент України Володимир Зеленський повідомив, що Нідерланди нададуть Україні 42 винищувачі F-16. У вересні про можливість передання літаків повідомила Бельгія.
10 травня 2024 року Україна отримала перший тренажер від Чехії. 31 липня 2024 року видання Bloomberg повідомило про те, що перші F-16 з'явились на території України, а 4 серпня президент Володимир Зеленський у своєму зверненні офіційно заявив про наявність у України F-16.
Станом на березень 2025 року за офіційними заявами відомо про отримання 12 літаків від Данії та двох партій невідомого розміру від Нідерландів. 20 березня 2025 року Президент України Володимир Зеленський оголосив, що ПС ЗСУ отримали нову партію винищувачів F-16. Кількість літаків та країну яка передала винищувачі Зеленський не уточнював.
21 липня 2025 року Міністерство оборони України повідомило, що Нідерланди виділили 125 млн євро на обслуговування літаків F-16 і закупівлю боєприпасів до них.

### Близький Схід і Африка
- Туреччина

У 1987—1995 роках Повітряні сили Туреччини отримали 43 літаки «блок 30» (34 F-16C і 9 F-16D) і 117 модифікації «блок 40» (102 F-16C i 15 F-16D). В 1996—1999 роках ще 80 винищувачів модифікації «блок 50» було виготовлено турецькою компанією Turkish Aerospace Industries за ліцензією, в 2011—2012 було виготовлено ще 30 літаків «блоку 50+», хоча планувалось поставити 50. Станом на 2016 рік на озброєнні Туреччини перебуває 240 винищувачів F-16, також проводиться модернізація машин модифікації «блок 30/40» до стандарту 50+. Загалом літаками F-16 озброєно 11 ескадрилей.
- Ізраїль

У 1980—1981 роках до Повітряних сил Ізраїлю надійшло 75 F-16 (67 A i 8 B), в 1986—1988 75 машин «блоку 30» (15 F-16C i 24 F-16D), в 1991—1993 60 машин «блоку 40» (30 F-16C i 30 F-16D), в 1994 року ще 36 F-16A i 14 F-16B (списаних у ПС США) і нарешті в 2003—2009 102 F-16I. Загалом Ізраїль отримав 362 літаки (найбільша кількість літаків після США), але в 2016 були зняті з озброєння останні F-16A/B, і в ПС Туреччини на озброєнні перебуває більше машин. Ізраїльські літаки мають свої назви в ПС: F-16A/B — «Нец» («Яструб»), F-16C/D — «Барак» («Блискавка»), F-16I — «Суфа» («Гроза»). Літаками F-16C/D озброєно п'ять ескадрилей (три на авіабазі Раман Давід, і дві на авіабазі Хацор), F-16I мають три ескадрильї на авіабазі Рамон і одна в Хацерімі.
- Єгипет

34 F-16A i 8 F-16B надійшли до Повітряних сил Єгипту в 1982—1983 роках. В 1986—1988 було поставлено 34 F-16C і 4 F-16D «блоку 32», а з 1991 до 2002 надійшло загальним числом 102 F-16C і 36 F-16D (з них 46 — турецького виробництва). З 2009 до 2015 року надійшло ще 16 F-16C і 4 F-16D літаків «блоку 52+» (постачання затрималось через складну ситуацію в країні). Загалом Єгипет отримав 240 F-16. За клопотанням Ізраїлю з арсеналу єгипетських літаків було вилучено ракети AIM-120, залишено тільки ракети AIM-9 i AIM-7. Для знищення наземних цілей використовують керовані ракети AGM-65 і протирадіолокаційні ракети AGM-88 HARM. Весною 206 року на озброєнні залишалось ще 209 літаків, зокрема 32 F-16A/B (модернізованих до стандарту «блоку 42»), на озброєнні дев'яти ескадрилей.
- Марокко

У 2008 Марокко замовило 16 F-16C i F-16D блоку 52+, які були поставлені в Королівські повітряні сили у 2011—2012 роках. Один F-16C був втрачений у бойових діях в Ємені.
- Йорданія

Через брак коштів ця країна замовляла вже списані з озброєння машини, зокрема в 1997—1998 роках 33 F-16A/B ADF із США, а в 2006—2016 роках ще 46 бельгійських та нідерландських F-16AM/BM. Один винищувач був втрачений під час бойових дій.
- Ірак

В 2009 Ірак замовив в США 46 F-16 блок 52+, з дещо зменшеним арсеналом (з арсеналу вилучили керовані ракети AIM-120 i авіабомби JDAM), вони отримали позначення F-16IQ. Перша партія з чотирьох літаків прибула в Ірак влітку 2016 року, хоча два роки до цього іракські пілоти тренувалися на них на авіабазі США. Доставка має завершитись в 2018 році.
- Бахрейн

Наприкінці 1980-х Бахрейн вирішив оновити свій парк ПС. У США були куплені спочатку 12 F-5E/F Tiger II, а потім новіші F-16C/D «блоку 40», яких було закуплено 22 (18 одномісних і 4 двомісні).

### Азія
- Індонезія

У рамках програми Peace Bima-Sena Індонезії було поставлено 12 F-16A/B Block 15OCU (зокрема вісім F-16A і чотири F-16B) в 1989—1990 роках. У середині 1990-х років планувалася закупівля ще дев'яти машин, проте в 1997 році ці плани були анульовані через американську критику на адресу президента Індонезії Сухарто у зв'язку з порушенням прав людини в країні. Після відмови від додаткових закупівель Індонезія збиралася придбати російські Су-30, але через азійську економічну кризу угода була відкладена на кілька років. У 2008 році було повідомлено про можливі додаткові закупівлі F-16 в період 2010—2014 років.
За час експлуатації в льотних пригодах втрачені дві машини (у 1992 і 1997 роках). Решта 10 літаків знаходяться на озброєнні 3-ї ескадрильї ПС Індонезії «Sarang Naga» (авіабаза Ісвахджуді, Східна Ява). У 1990-тих вони входили до складу пілотажної групи «Elang Biru», поки вона не була розформована.
- Тайвань

Тайвань отримав 150 винищувачів F-16A/B Block 20 (120 F-16A і 30 F-16B) в рамках програми Peace Fenghuang за угодою 1992 року по лінії американської програми FMS в 1997—2001 роках.
За контрактом 2016 року Тайвань модернізує 141 (спочатку планувалось модернізувати 142 бойових літаки, але один борт було втрачено у листопаді 2020 року) багатоцільових винищувачів F-16A/B Block 20 до 2023 року. Вартість робіт з модернізації оцінена у $3,8 млрд.
Тайвань планує не лише модернізацію наявного парку машин F-16, а й закупівлю нових винищувачів F-16V — у серпні 2020 року Тайвань (Республіка Китай) підписав формальну угоду зі США про придбання 66 винищувачів корпорації Lockheed Martin F-16C/D (F-16V) Block 70 Viper.
В травні 2021 року було отримано 42 модернізованих до рівня F-16V багатоцільових винищувачів.
Нова версія винищувача отримала нову радіолокаційну станцію AN/APG-83 на основі антени з фазованою решіткою від компанії Northrop Grumman. Новий бортовий комп'ютер постачає компанія Raytheon.
Також F-16V має систему обміну інформацією Link 16, сучасний дисплей, посилену систему РЕБ і систему попередження зіткнень.
Крім того, остання модифікація винищувача F-16 комплектується двигуном F110-GE-129 компанії General Electric.
Літаки увійшли до складу Повітряних сил Китайської Республіки наприкінці березня 2021 року.

## Бойове застосування
Перший випадок бойового застосування F-16 зафіксований 26 квітня 1981 року в Лівані.

### Офіційна статистика повітряних перемог і поразок F-16
Згідно з офіційною інформацією ПС США і НАТО, F-16 ПС США та країн НАТО здобули в цілому 8 повітряних перемог. Усі перемоги були здобуті в Іраку і на Балканах.
Крім того, згідно з офіційною інформацією ПС Ізраїлю, ізраїльськими F-16 було здобуто близько 40 повітряних перемог над літаками ПС Сирії.
Таким чином загальна кількість повітряних перемог F-16 під керуванням пілотів із США, Ізраїлю та країн НАТО становить майже 50 літаків.
На тлі російської збройної інтервенції в Сирію 24 листопада 2015 р. турецький винищувач F-16, після численних попереджень, збив російський Су-24 неподалік кордону з Сирією. Пілотам вдалось катапультуватись, проте один загинув, інший приземлився поза зоною обстрілу та був евакуйований спеціальними підрозділами російських та сирійських збройних сил на авіабазу Хмеймім. Через цей інцидент НАТО скликало позачергове засідання.
Нижче наведена таблиця з переліком повітряних перемог F-16 згідно з даними США і НАТО та без урахування перемог ПС Ізраїлю.
| Дата       | ТВД     | Пілот               | Країна-оператор | Супротивник   | Спосіб ураження |
| ---------- | ------- | ------------------- | --------------- | ------------- | --------------- |
| 27.12.1992 | Ірак    | North, Gary L.      | США             | МіГ-25        | AIM-120         |
| 17.01.1993 | Ірак    | Stevenson, Craig D. | США             | МіГ-23        | AIM-120         |
| 28.02.1994 | Балкани | Allen, Stephen L.   | США             | Jastreb-Galeb | AIM-9           |
| 28.02.1994 | Балкани | Wright, Robert G.   | США             | Jastreb-Galeb | AIM-120         |
| 28.02.1994 | Балкани | Wright, Robert G.   | США             | Jastreb-Galeb | AIM-9           |
| 28.02.1994 | Балкани | Wright, Robert G.   | США             | Jastreb-Galeb | AIM-9           |
| 24.03.1999 | Балкани | P. Tankink          | Нідерланди      | МіГ-29        | AIM-120         |
| 04.05.1999 | Балкани | Geczy, Michael H.   | США             | МіГ-29        | AIM-120         |

Виходячи з даних, представлених у таблиці, видно що жоден із знищених літаків не був знищений гарматним вогнем, всі літаки були знищені ракетною зброєю.
Згідно з даними фірми General Dynamics, станом на 1992 рік жоден F-16 не було втрачено в повітряному бою. Згідно з даними співробітника Агентства історичних досліджень ПС США Деніела Хаулмена, в 1990-х роках (включаючи військову операцію проти Югославії в 1999 році) літаки F-16 ПС США не мали втрат у повітряних боях.

### Венесуела
Путч 1992 — у ході невдалої спроби державного перевороту в листопаді 1992 року обидві ескадрильї повітряних сил країни, озброєні F-16, залишилися лояльними уряду. Вони виконували ударні завдання, а також збили 3 літаки заколотників (один AT-27 Tucano і два OV-10 Broncos). Принаймні один із збитих OV-10 Broncos був збитий гарматним вогнем на малій швидкості та низькій висоті, що було зафіксовано на відео. Щоб уникнути ураження цивільних об'єктів, два F-16 летіли по зовнішньому периметру міста, тоді як один повстанський OV-10 Bronco намагався вступити в бій.
Антинаркотичні операції — 29 січня 2015 року F-16 ПС Венесуели біля Бока-Друф, Аруба, переслідували зареєстрований у США літак Bombardier CL601. Після того, як літак не відповів на запит, його збили. Було знайдено три тіла та 400 пакетів з наркотиками, переважно кокаїном.

### Єгипет
16 лютого 2015 року єгипетські F-16 здійснили авіаудари по сховищах зброї джихадистів та тренувальних таборах у Лівії у відповідь на вбивства 21 єгипетського працівника бойовиками, пов'язаними з Ісламською Державою (ІДІЛ). Авіаудари призвели до загибелі 64 бойовиків ІДІЛ, включаючи трьох лідерів у Дерні та Сірті на узбережжі.

### Ізраїль

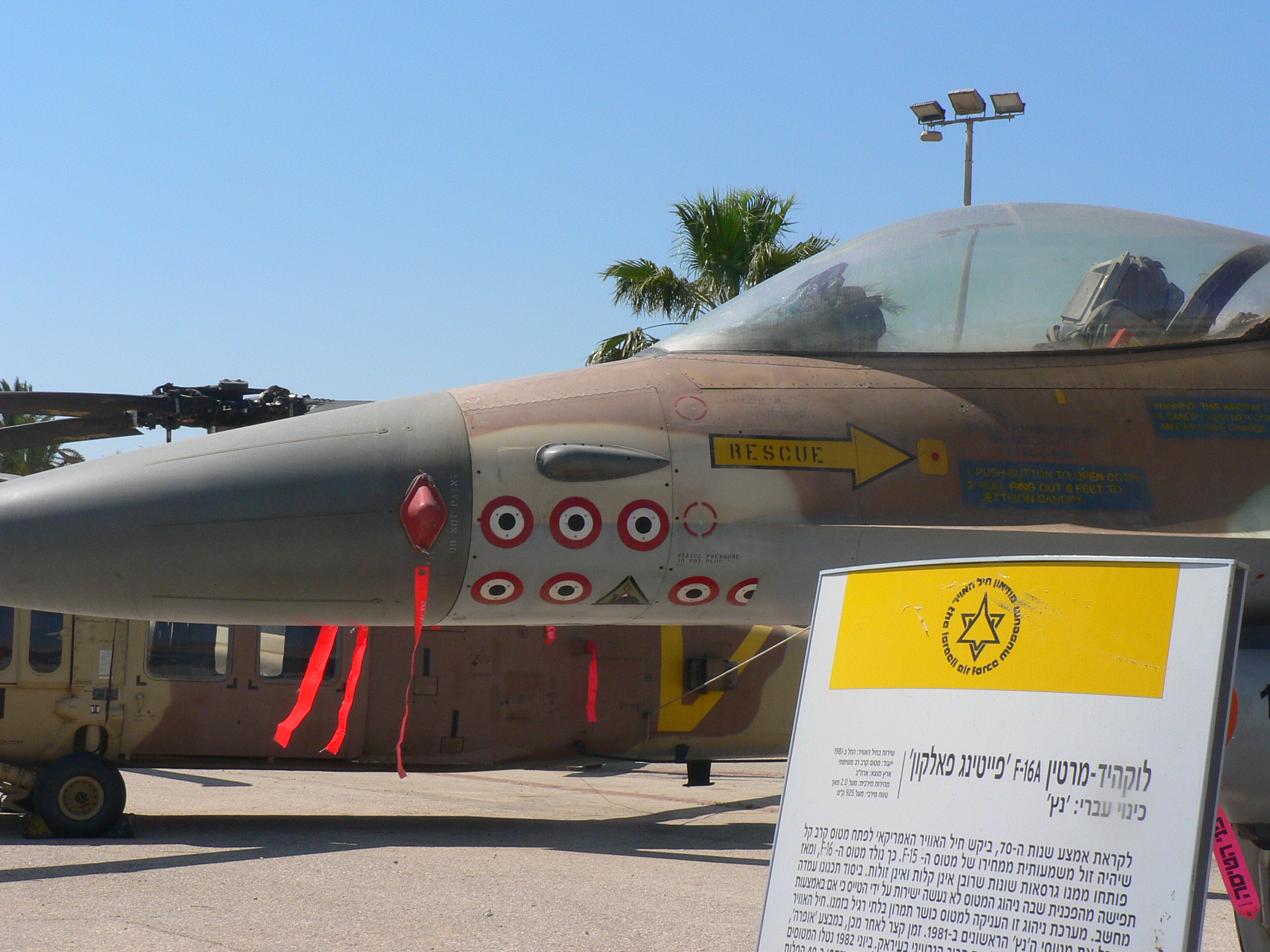
Відмітки на фюзеляжі ізраїльського F-16 говорять про 6,5 повітряних перемоги і участі в нальоті на іракський ядерний реактор

Громадянська війна в Лівані — 26 квітня 1981 в період загострення ситуації в Лівані ізраїльські винищувачі F-16 брали участь у нальоті на табори палестинських бойовиків. 28 квітня були здобуті перші повітряні перемоги — літаками 117-ї ескадрильї збиті два вертольоти Мі-8 зі складу сирійського військового контингенту в Лівані. 14 липня того ж року F-16 (пілот — Амір Нахум, командир 110-ї ескадрильї) здобув першу повітряну перемогу над літаком, збивши сирійський винищувач МіГ-21.
Напередодні й під час операції «Мир Галілеї» влітку 1982 року F-16 був одним із двох основних винищувачів ПС Ізраїлю. Він широко застосовувався в повітряних боях із сирійською авіацією, головним чином літаками МіГ-21, МіГ-23МС/МФ і МіГ-23БН. За ізраїльськими даними, всього у квітні-червні 1982 року пілотами F-16 було здобуто 48 повітряних перемог без єдиної втрати. Надалі літаки цього типу продовжували залучатися до рейдів на палестинські бази в Лівані, в ході такого нальоту 23 листопада 1989 року один літак був пошкоджений зенітним вогнем, але згодом повернувся у стрій.
За радянськими і російськими даними, в ході Ліванської війни в повітряних боях було збито не менше 6 літаків F-16, точних цифр їх перемог не наводиться. При цьому стверджується, що 5 F-16 були збиті винищувачами МіГ-23МФ, однак деякі обставини не дозволяють переконливо підтвердити знищення ізраїльських літаків. Як випливає зі статті В. Бабича (служив військовим радником в єдиній сирійської ескадрильї МіГ-23МФ) «МіГ-23МФ у ліванській війні», всі ці перемоги були зараховані сирійським пілотам на основі їх власних доповідей («За доповідями льотчиків, збито 5 літаків супротивника…»). Ймовірно, інших підтверджень здобутих перемог (уламки літаків, полонені пілоти, записи фотокулемету) у сирійської сторони не було. Також В. Бабич ніяк не доводить істинність своїх заяв (наприклад, посилаючись на конкретні документи або офіційні заяви уповноважених осіб Сирії чи СРСР), по суті залишаючи читачеві тільки можливість вірити або не вірити йому на слово.
Під час операції «Кріт-Крикет 19» ізраїльські F-15 і F-16 разом збили 82 сирійських винищувачі (МіГ-21, МіГ-23 і МіГ-23М) без жодної втрати з боку ПС Ізраїлю.
Наліт на Ірак — 7 червня 1981 вісім ізраїльських F-16 брали участь у нальоті на іракський ядерний реактор Озірак під Багдадом. Вони входили в ударну групу; прикриття здійснювали шість F-15. У результаті нальоту реактор, який на той час будувався, був пошкоджений.
Друга інтифада — З травня 2001 року F-16 обмежено залучалися до ударів по цілях на території Палестинської автономії у відповідь на терористичні акції палестинський організацій.
Наліт на Сирію — 5 жовтня 2003 року, у відповідь на теракт у ресторані Хайфи, організований угрупованням «Ісламський Джихад», ізраїльські F-16 здійснили наліт на базовий табір угруповання в Сирії.
Операція «Поза межами» — 6 вересня 2007 року чотири F-16 ізраїльських ПС разом із чотирма F-15 здійснили повітряний напад і знищили сирійський ядерний реактор.
Друга Ліванська війна — У 1990-ті і 2000-ні роки F-16 брали участь у безлічі нальотів на позиції угруповання «Хезболла» на півдні Лівану. У липні-серпні 2006 року вони активно використовувалися у Другій Ліванській війні. Єдиною втратою став F-16I, що розбився 19 липня з технічної причини під час зльоту; обидва члени екіпажу вижили.
10 лютого 2018 року винищувач ПС Ізраїлю F-16I був збитий на півночі Ізраїлю, коли його вразила відносно стара модель зенітно-ракетного комплексу С-200 (за класифікацією НАТО SA-5 Gammon) сирійської ППО. Пілот і штурман безпечно катапультувалися на території Ізраїлю. F-16I брав участь у бомбардуванні сирійських та іранських цілей навколо Дамаску після того, як іранський безпілотник увійшов у повітряний простір Ізраїлю і був збитий. Розслідування ПС Ізраїлю, завершене 27 лютого 2018 року, визначило, що втрата літака сталася через помилку пілота, оскільки екіпаж не зміг належним чином захистити себе.

### НАТО
Боснійська війна — F-16 зі складу ПС декількох країн НАТО брали участь у патрулюванні забороненої для польотів зони над Боснією, введеної в 1993 році. При цьому мав місце один повітряний бій (28 лютого 1994 року), в якому американським винищувачам вдалося збити 4 штурмовики боснійських сербів. У серпні-вересні 1995 року літаки США, Данії та Нідерландів завдавали ударів по сербських позиціях у рамках операції «Deliberate Force». За час операцій над Боснією втрачено один F-16 ПС США — він був збитий із землі 2 червня 1995 року; пілот катапультувався і через кілька днів був евакуйований.
Військова операція проти Югославії — У ході повітряної кампанії 1999 року F-16 був одним з основних ударних літаків НАТО; у бойових діях брали участь літаки ПС США, Бельгії, Данії, Нідерландів, Туреччини. Американські літаки активно використовувалися для боротьби з югославськими радарами. За час кампанії пілоти «Файтінг Фалкон» здобули дві повітряні перемоги над винищувачами МіГ-29, причому одна з них належала льотчику Королівських ПС Нідерландів. За офіційними даними НАТО, втрати склали один літак, який був збитий 2 травня зенітно-ракетним комплексом С-125; пілот катапультувався і був евакуйований. Сербські і російські джерела стверджують про більші втрати (за одним із видань — не менше 7 «достовірно збитих» F-16)
Військова операція в Афганістані — У повітряних операціях жовтня-грудня 2001 року брали участь тільки американські F-16. У квітні 2002 року один з американських літаків виявився залучений в інцидент «дружнього вогню», атакувавши канадський підрозділ (загинули 4 канадських військовослужбовці). З 2002 року на авіабазі Манас (Киргизстан) дислокувалася змішана ескадрилья, що складалася з F-16 ПС Данії, Нідерландів і Норвегії. Єдина втрата сталася 31 серпня 2006 року, коли в Афганістані зазнав катастрофи літак Королівських ПС Нідерландів.

### Пакистан

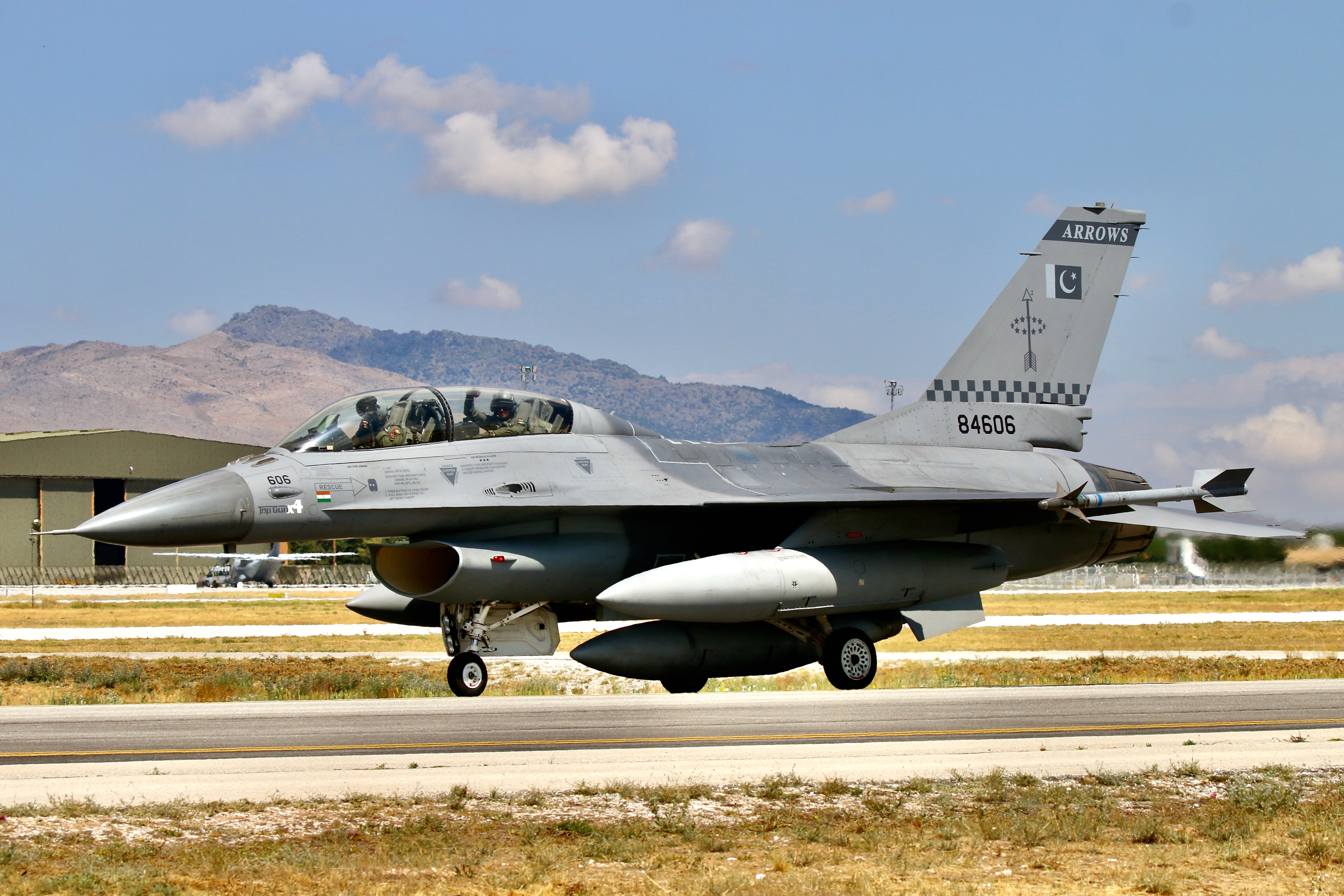
F-16BM ПС Пакистану (серійний номер 84-606), який збив один з індійських винищувачів під час операції «Swift Retort» (позначка про збиття видно на носовій частині літака).

Афганська війна — Пакистанські винищувачі з середини 1980-х років активно діяли в районі афгано-пакистанському кордону, охороняючи повітряний простір країни від періодичних вторгнень авіації СРСР та Афганістану. У 1986—1989 роках винищувачі F-16 збили кілька афганських Су-22, Ан-24 і Ан-26, а також один радянський штурмовик Су-25, пілотований Олександром Руцьким (4 серпня 1988 року). Заявлялося також про збиті відразу два винищувачі МіГ-23 в одному бою, що, однак, не відповідає дійсності. 29 квітня 1987 року один з F-16 був втрачений за нез'ясованих обставин — наводилися чотири версії: або винищувач, що заходив знизу потрапив під бомби, скинуті з МІГ-23, або був збитий авіагарматою МіГ-23, або перевищив допустиме перевантаження і розвалився в повітрі, або був збитий ракетою своїм веденим.
7 червня 2002 року винищувач F-16B Block 15 ПС Пакистану (серійний номер 82-605) збив безпілотний літальний апарат ПС Індії — ізраїльського виробництва Searcher II. БПЛА був збитий за допомогою ракети AIM-9L Sidewinder під час нічного перехоплення поблизу Лахора.
Між травнем 2009 року та листопадом 2011 року флот F-16 ПС Пакистану виконав понад 5 500 бойових вильотів на підтримку операцій пакистанської армії проти талібів у зоні племінних районів ФАТА на північному заході Пакистану. Понад 80 % скинутої авіації боєприпасів становили авіабомби з лазерним наведенням.
27 лютого 2019 року, після шести авіаударів ПС Пакистану по території Джамму і Кашміру в Індії, пакистанські чиновники заявили, що два їхні винищувачі збили один МіГ-21 та один Су-30МКІ ПС Індії. Індійські офіційні особи підтвердили лише втрату одного МіГ-21, заперечивши втрату Су-30МКІ, та назвали заяви Пакистану сумнівними. Крім того, індійська сторона також заявила про збиття одного F-16 ПС Пакистану. Це було заперечено пакистанською стороною, визнано сумнівним нейтральними джерелами, а згодом спростовано звітом журналу Foreign Policy, у якому йшлося, що США провели фізичну перевірку парку F-16 Пакистану та не виявили жодного зниклого літака. У звіті The Washington Post зазначалося, що Пентагон і Державний департамент США відмовилися від публічних коментарів з цього приводу, але не спростували попередній звіт.
8 травня 2025 року індійські ЗМІ та телеканали заявили, що винищувач F-16 ПС Пакистану було збито, згодом цю інформацію було спростовано.

### США

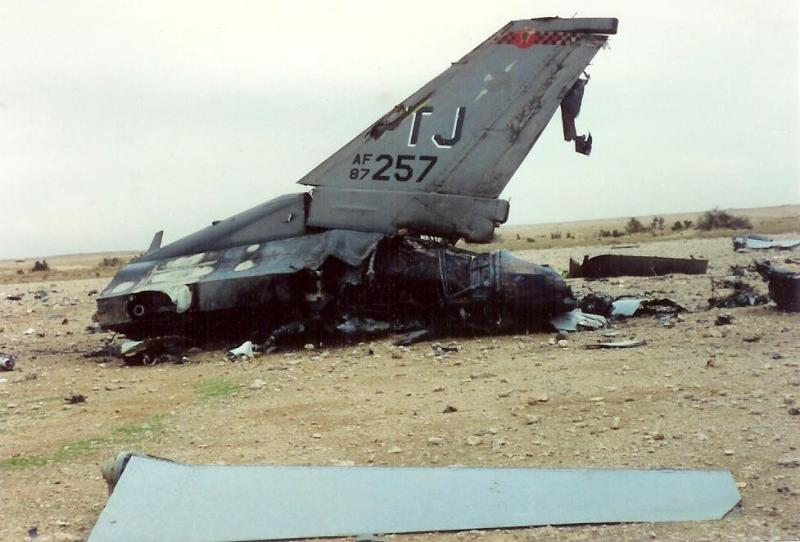
Залишки F-16C #87-0257 з 614-ї ескадрильї тактичних винищувачів 'Щасливі дияволи', збитого над Іраком під час операції «Буря в пустелі».

#### Війна в Перській затоці
Під час операції «Буря в пустелі» 1991 року 249 винищувачів F-16 ПС США виконали 13 340 вильотів для ударів по Іраку, що було найбільше серед усіх літаків коаліції. Винищувачі F-16 часто були озброєні ракетами AGM-65 Maverick (до шести), або двома бомбами Mk84 вагою 2 000 фунтів (на середніх підкрильних пілонах), двома паливними баками на 1 400 літрів, двома AIM-9 і контейнером РЕБ під фюзеляжем, таким як AN/ALQ-131. F-16D з 388-го тактичного винищувального крила на базі ПС Хілл використовувалися як літаки-спостерігачі для пошуку і виявлення іракських ЗРК і військ Республіканської гвардії. Вони були озброєні до шести бомб Mk82, касетними бомбами і керованими авіабомбами. Ці літаки також були оснащені системою LANTIRN і біноклями. Три літаки були втрачені в результаті підтверджених ворожих дій: два через ракети ЗРК Куб та С-125 і один через переносну ракету Ігла.  Інші F-16 були пошкоджені в аваріях і ворожим наземним вогнем, але змогли повернутися на базу і були відремонтовані. Всього було втрачено сім F-16 під час бойових операцій у рамках «Бурі в пустелі» з 16 січня по 28 лютого.
Винищувачі F-16 складали основу найбільшого ударного угруповання (72 літаки), яке брало участь у війні — «Package Q», денного нальоту на цілі в центрі Багдада 19 січня. Під час місії «Package Q» два F-16 з 614-ї ескадрильї тактичних винищувачів «Щасливі дияволи», що були частиною 401-го тактичного винищувального крила (P) і вилітали з Дохи, Катар, були втрачені через зенітні ракети, а їхні пілоти (капітани Майк «Куджо» Робертс та майор «Тіко» Тайс, збиті відповідно С-75 і С-125) потрапили в полон. Ця місія також відзначила найбільше одноразове оперативне ударне угруповання F-16 на той час.
Винищувачі F-16 також використовувалися як «Дикі ласки» з ракетами AGM-88 HARM разом з більш старими F-4G (480-та ескадрилья тактичних винищувачів, 52-ге крило). Було лише 13 F-16 з ракетами HARM, всі базувалися на авіабазі Інджирлік разом з 12 F-4G. «Фантоми» мали потужну систему AN/APR-47, завдяки якій вони виконували складніші завдання (атака мобільних радарних станцій); F-16 тільки нещодавно були обладнані HARM, і основна частина місій придушення ППО все ще виконувалася F-4G (ще 48 знаходилися на базі Шейх Іса, Бахрейн). Винищувачі F-16 виконували місії супроводу «Диких ласок», супроводжуючи їх та вражаючи заздалегідь заплановані цілі. 138-ма винищувальна ескадрилья (174-те тактичне винищувальне крило, Національна гвардія Нью-Йорка) використовувала 24 F/A-16, обладнані 30 мм гарматним контейнером GPU-5/A Pave Claw, чотириствольним варіантом гармати GAU-8 Avenger, яка використовується на A-10 Thunderbolt, але це виявилося невдалим через надмірну вібрацію та недостатні приціли.

#### Міжвоєнні повітряні операції над Іраком (1991—2003)
З кінця операції «Буря в пустелі» до вторгнення в Ірак у 2003 році винищувачі F-16 ПС США патрулювали безпольотні зони в Іраку, встановлені США і Великобританією. Дві повітряні перемоги були здобуті винищувачами F-16 ПС США під час операції «Південний дозор». 27 грудня 1992 року винищувач F-16D ПС США збив іракський МіГ-25 в повітряному просторі над південним Іраком ракетою AIM-120 AMRAAM; це була перша перемога F-16 ПС США з моменту його введення в експлуатацію і також перша перемога ракетою AMRAAM. 17 січня 1993 року винищувач F-16C ПС США знищив іракський МіГ-23 ракетою AMRAAM, що стало другою перемогою F-16 ПС США.
Винищувачі F-16 повернулися до Іраку в грудні 1998 року в рамках бомбардувальної кампанії «Лис пустелі» з метою «знизити» здатність Іраку виробляти і використовувати зброю масового знищення.

#### Балкани (1994—1995 та 1999)

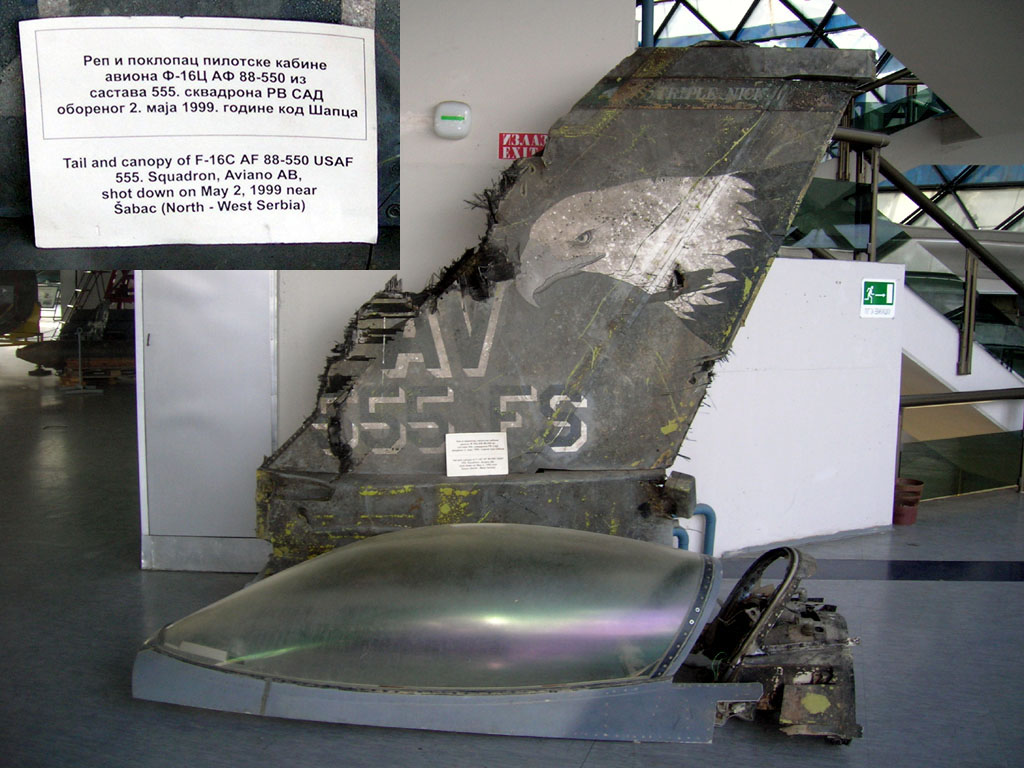
Хвіст та ліхтар F-16CG в Музеї авіації Белграда, Сербія

F-16 також використовувалися силами НАТО під час миротворчих операцій у Боснії у 1994–95 роках для виконання завдань наземних атак і забезпечення безполітної зони над Боснією (операція «Денай флайт»). Перший інцидент стався 28 лютого 1994 року, коли чотири J-21 і два IJ-21 Jastrebs, а також два J-22 Oraos порушили безполітну зону для здійснення бомбового удару по Новому Травнику. Пілоти двох J-22 помітили F-16 над ними і після атаки залишили район на низькій висоті, прямуючи до Хорватії, де американські винищувачі не могли їх переслідувати. Тим часом решта групи була атакована двома винищувачами F-16C повітряних сил США, які збили три літаки. Решта J-21 була знищена іншою парою F-16C. З шести югославських літаків, які брали участь у бою, чотири були збиті (один за допомогою AMRAAM, а інші — Sidewinder). 2 червня 1995 року один F-16C був збитий сербською ЗРК 2К12 Куб під час патрулювання над Боснією. Його пілот, Скотт О'Греді, катапультувався і пізніше був врятований вертольотом USMC CH-53 Sea Stallion 8 червня.
F-16 НАТО також брали участь в авіаударах проти сербських сил у Боснії та Герцеговині під час операції «Обдумана сила» у серпні-вересні 1995 року, а також в операції «Союзна сила» по всій Югославії з березня по червень 1999 року.
2 травня 1999 року винищувач F-16CG ПС США був збитий над Сербією. Його збила ракета ЗРК С-125 поблизу Накуцані. Його пілот, тоді підполковник (пізніше генерал і начальник штабу ПС США) Девід Голдфайн, командир 555-ї ескадрильї винищувачів, встиг катапультуватися і був пізніше врятований під час бойової рятувально-пошукової місії. Залишки цього літака виставлені в Югославському авіаційному музеї в аеропорту Белград.
4 травня 1999 року одинокий югославський МіГ-29, яким керував підполковник Міленко Павлович, спробував перехопити велику формацію НАТО, що поверталася на базу після бомбардування Валєво (рідного міста пілота). Літак був атакований парою F-16CJ ПС США з 78-ї ескадрильї винищувачів і був збитий ракетою AIM-120, внаслідок чого пілот загинув. Падаючі уламки були помилково вражені ракетою Стріла-2М, випущеною югославською армією.

#### Війна в Афганістані (2001—2021)
F-16 використовуються Сполученими Штатами в Афганістані з 2001 року. Один винищувач ПС США F-16 був втрачений під час операцій в Афганістані: 3 квітня 2013 року винищувач ПС США F-16 зазнав аварії поблизу авіабази Баграм у провінції Парван на сході Афганістану, внаслідок чого загинув його пілот. У 2002 році трінаціональний загін, відомий як Європейські країни-учасники (Данія, Нідерланди та Норвегія), який складався з 18 F-16 у ролі наземної атаки, був розгорнутий на авіабазі Манас у Киргизстані для підтримки операції «Нескорена свобода» в Афганістані. Авіабаза Манас була передана під контроль Киргизстану у 2014 році.

#### Вторгнення в Ірак і післявоєнні операції (2003—2024)
F-16 США брали участь у вторгненні в Ірак у 2003 році, і єдиною втратою над Іраком під час цієї фази був F-16CG з 421-ї винищувальної ескадрильї 388-го винищувального крила, який зазнав аварії поблизу Багдада 12 червня 2003 року, коли у нього закінчилося пальне.
25 березня 2003 року радар управління вогнем MIM-104 Patriot армії США був пошкоджений після влучення протирадіолокаційної ракети AGM-88 HARM, випущеної з F-16C ПС США під час патрулювання над південним Іраком, коли радар зафіксував винищувач, а радар попередження F-16 класифікував його як радар С-75 7 червня 2006 року два F-16 ПС США скинули дві 500-фунтові (230 кг) керовані бомби (одна GBU-12 Paveway LGB і одна GBU-38 GPS-керована «розумна» бомба), знищивши сховище Аль-Каїди та вбивши Абу Мусаба Аль-Заркаві, лідера Аль-Каїди в Іраку. 27 листопада 2006 року один F-16 був втрачений поблизу Фаллуджі під час стрілецького заходу на підтримку з повітря, коли пілот залишався зосередженим на цілі замість того, щоб піднятися. 15 червня 2007 року F-16C зазнав аварії, коли пілот втратив просторову орієнтацію під час нічної місії підтримки з повітря. Пілот загинув в аварії. 15 липня 2007 року ще один F-16C зазнав аварії і згорів під час зльоту, коли лопнуло колесо. Пілот безпечно катапультувався.
25 лютого 2009 року F-16 ПС США збив іранський безпілотник Ababil-3 після того, як він увійшов у повітряний простір Іраку.
У вересні 2010 року F-16 ПС США скинули дві бомби, надаючи підтримку з повітря підрозділу іракської армії, який був атакований озброєними повстанцями з чисельною перевагою. Це був перший авіаналіт в Іраку з липня 2009 року.
F-16 ПС США були розгорнуті в Іраку та Сирії в рамках операції «Непохитна рішучість».
F-16 ПС США разом з F-15E Strike Eagle допомогли відбити іранську атаку проти Ізраїлю 13 квітня 2024 року, збивши невизначену кількість іранських безпілотників одноразового використання.

### Туреччина

#### Операції НАТО над Боснією та Косово
Підрозділи F-16 ПС Туреччини брали участь у бойових діях у Боснії і Герцеговині та Косово, розгорнувши одну зі своїх ескадрилій на авіабазі Геді в Італії з 1993 року та на авіабазі Авіано з травня 2000 року на підтримку резолюцій Організації Об'єднаних Націй. Підрозділи виконали 35,647 льотних годин і здійснили 10,626 вильотів без інцидентів.

#### Егейська суперечка з Грецією
8 жовтня 1996 року, через 7 місяців після ескалації над Імією/Кардаком, під час повітряного протистояння над Егейським морем у зоні відповідальності Афінського FIR, грецький Mirage 2000 випустив ракету R550 Magic і збив турецький F-16D. Грецький уряд заявив, що турецький літак порушив грецький повітряний простір, однак турецький уряд стверджував, що літак виконував навчальну місію на північ від грецького острова Самос, поблизу турецького узбережжя. Турецький пілот загинув, тоді як другий пілот катапультувався і був врятований грецькими силами. Незважаючи на те, що турецький уряд визнав втрату, грецький уряд офіційно заперечує факт збиття. Втрату було підтверджено в 2012 році після збиття RF-4E біля сирійського узбережжя. У відповідь на парламентський запит міністр оборони Туреччини Ісмет Їлмаз заявив, що турецький F-16D Block 40 (с/н 91-0023) з 192 Filo був збитий грецьким Mirage 2000 ракетою R.550 Magic II 8 жовтня 1996 року після порушення грецького повітряного простору поблизу острова Хіос.
23 травня 2006 року два грецькі винищувачі F-16 Block 52+ були підняті по тривозі для перехоплення турецького розвідувального літака RF-4 та його двох винищувачів F-16 супроводу біля узбережжя грецького острова Карпатос у зоні відповідальності Афінського FIR. Між винищувачами обох сторін розпочався умовний повітряний бій (dogfight), який закінчився зіткненням у повітрі між турецьким F-16 та грецьким F-16. Турецький пілот успішно катапультувався після знищення його літака, але грецький пілот загинув, коли його кабіна та ліхтар були зруйновані під час зіткнення.

#### Турецькі нальоти на північний Ірак
Винищувачі F-16 Туреччини широко використовувалися в поточному конфлікті з курдськими повстанцями на південному сході Туреччини та півночі Іраку. Особливо під час зимової бомбардувальної кампанії турецького вторгнення на північний Ірак 2008 року, коли Туреччина здійснила свій перший транскордонний наліт 16 грудня 2007 року за участю 50 винищувачів перед Операцією «Сонце». Це була перша масштабна нічна бомбардувальна операція та найбільша операція, проведена повітряними силами Туреччини.

#### Громадянська війна в Сирії
Під час громадянської війни в Сирії турецькі F-16 були залучені до захисту повітряного простору на кордоні з Сирією. Після збиття RF-4 у червні 2012 року Туреччина змінила правила взаємодії щодо сирійських літаків, що призвело до підйомів винищувачів по тривозі та збиття сирійських бойових літаків.
10 жовтня 2012 року пара турецьких F-16 змусила сирійський пасажирський літак Airbus A320 здійснити посадку в Анкарі.
16 вересня 2013 року винищувач F-16 ПС Туреччини збив сирійський вертоліт Мі-17, що порушив турецький повітряний простір над провінцією Хатай, ракетою AIM-9X Sidewinder. Вертоліт розбився на сирійському боці кордону. Частина екіпажу змогла катапультуватися з пошкодженого вертольота, але вони були вбиті, коли досягли землі і потрапили в полон до сирійських повстанців.
23 березня 2014 року два турецькі F-16 з Діярбакира були підняті по тривозі для перехоплення пари сирійських МіГ-23, які наближалися до турецького повітряного простору, здійснюючи операції проти позицій повстанців. Після неодноразових попереджень один із сирійських МіГів змінив курс, тоді як інший МіГ вторгся в турецький повітряний простір приблизно на 2 км, тому один із F-16 збив його ракетою AIM-120 AMRAAM поблизу прикордонних міст Касаб і Яйладаги. Сирійський пілот катапультувався, приземлився на сирійському боці кордону і був врятований. Також пошкоджений літак розбився на сирійському боці.
16 травня 2015 року винищувач F-16 ПС Туреччини збив іранський безпілотник Mohajer 4, який порушив турецький повітряний простір над провінцією Хатай, увійшовши на 11 км вглиб турецької території. БПЛА був збитий двома ракетами AIM-9 Sidewinder. Спочатку турецький уряд заявив про збиття ворожого вертольота, але пізніше визнав, що збитий літальний апарат був БПЛА, як стверджувала сирійська сторона.
29 серпня 2015 року турецькі F-16 розпочали масштабну бомбардувальну кампанію у відповідь на теракти в Суручі, які призвели до загибелі 34 цивільних у невеликому прикордонному містечку. У результаті F-16 завдали ударів по десятках терористичних складів, станцій, конвоїв і наземних об'єктів, а також відтіснили більшість бойовиків ІДІЛ від кордонів Туреччини.
6 жовтня 2015 року винищувачі F-16 ПС Туреччини, що перебували на бойовому патрулюванні біля сирійського кордону, перехопили низку російських винищувачів Су-30, які вторглися в турецький повітряний простір над Хатаєм і далі на схід поблизу Газіантепа. Повідомлялося, що порушники одночасно повернули назад після попереджень, проте деякі звіти та неофіційна заява ПС Туреччини свідчать про те, що літак був збитий. Інші звіти припускають, що збитий біля провінції Хатай літак міг бути сирійським МіГ-29. Росія заявляє, що не знає про такий інцидент біля Газіантепа, а порушення в Хатаї було викликане поганими погодними умовами та оборонними маневрами проти систем ППО і тривало лише «кілька секунд». Однак турецькі військові радари відстежували військовий літак у своєму повітряному просторі протягом п'яти хвилин, а ракетні системи всередині Сирії були захоплені на турецьких винищувачах більше чотирьох хвилин.
16 жовтня 2015 року винищувач F-16 ПС Туреччини збив російський безпілотник Орлан-10 на відстані 3 км у повітряному просторі Хатаю. США та Туреччина стверджують, що БПЛА належить російським військовим, проте Росія заперечила такий інцидент, пізніше визнавши його, але заперечуючи свою приналежність.
24 листопада 2015 року два винищувачі F-16 ПС Туреччини збили російський Су-24, стверджуючи, що він порушив турецький повітряний простір, але Росія відхилила заяву Туреччини.
На початку березня 2020 року, під час ескалації між Сирією та Туреччиною, дві країни зіткнулися у відкритій війні, що призвело до значного зростання повітряних боїв із збиттями сирійських літаків турецькими F-16.
1 березня 2020 року два сирійські ударні бомбардувальники Су-24 були збиті винищувачами F-16 ПС Туреччини за допомогою ракет класу «повітря — повітря» над сирійською провінцією Ідліб. Усі чотири пілоти безпечно катапультувалися. Як сирійські, так і турецькі сили підтвердили збиття.
3 березня 2020 року бойовий навчальний літак L-39 ПС Сирії був збитий винищувачем F-16 ПС Туреччини над сирійською провінцією Ідліб. Як сирійські, так і турецькі сили підтвердили збиття. Пілот загинув.

#### Спроба держперевороту в Туреччині
У липні 2016 року F-16 застосовувалися обома сторонами.
Вночі 15 липня F-16 повстанців скинув 900-кг бомбу GBU-10 на Головне Управління Безпеки Управління Авіації в Анкарі, в результаті було знищено поліцейський вертоліт S-70i «Чорний Яструб», який готувався до зльоту, вбито 7 та поранено 5 поліцейських.
Інший F-16 скинув бомбу GBU-10 на штаб спецназу поліції в Анкарі, внаслідок чого було вбито 44 та поранено 36 турецьких спецпризначенців.
Вдень 16 липня було розбомблено Головний штаб поліції в Анкарі, було вбито 2 і 39 поранено.
Під час бомбардувань винищувачами F-16 президентського палацу було вбито 15 людей.
Проурядові F-16, що вилетіли на допомогу, збили вертоліт AH-1W повстанців, який атакував поліцейських у столиці. Вранці 16 липня проурядові F-16 розбомбили авіабазу повстанців Акінсі, на якій було знищено кілька гелікоптерів AH-1W та S-70i.
Повстання призвело до втрати Туреччиною більшої частини льотчиків бойових винищувачів та сильного зниження боєздатності турецьких ПС. В результаті репресій понад 300 пілотів F-16 було кинуто до в'язниць і звільнено зі збройних сил.

### Україна (з 2022)
Перше відоме застосування в ході російського вторгнення в Україну відбулось 26 серпня 2024 року під час масованого ракетно-дронового обстрілу. За повідомленням Генштабу ЗСУ F-16 збили чотири ракети, однак один український F-16 зазнав катастрофи, пілот Олексій «Мунфіш» Месь загинув. Як причину аварії розглядають версії з помилкою пілота, дружнім вогнем ППО та технічною несправністю.
17 листопада 2024 року українські F-16 збили близько 10 повітряних цілей під час масованої російської атаки. Під час комбінованої атаки російські війська застосували ракети різних типів повітряного, наземного та морського базування, а також ударні безпілотники типу Shahed («Герань-2»). Багатоцільові винищувачі F-16 стали ефективним доповненням до протиповітряної оборони України.
13 грудня 2024 року український F-16 збив одразу шість російських крилатих ракет. За словами Юрія Ігната, це новий світовий рекорд. Для знищення повітряних цілей пілот бойового літака використав авіаційні ракети та гармату.
7 березня 2025 року винищувачі F-16 були застосовані для відбиття російського ракетно-дронового удару. Також в цей день силами ПС ЗСУ були вперше застосовані  французькі багатоцільові винищувачі Mirage 2000.
За опосередкованими свідченнями, F-16 залучали також до ударів по наземних цілях і для прикриття ударних груп літаків.
12 квітня 2025 року під час виконання бойового завдання на винищувачі F-16 загинув 26-річний пілот Павло Іванов. Президент України Володимир Зеленський посмертно присвоїв майору Павлу Іванову звання Героя України з вручення ордену «Золота Зірка».
16 травня 2025 року близько 03:30 було втрачено зв'язок з винищувачем F-16, який виконував бойове завдання із відбиття ворожого повітряного нападу. За повідомленням Командування ПС ЗСУ, льотчик знищив три повітряні цілі і працював по четвертій, застосовуючи авіаційну гармату M61 Vulcan. Під час виконання завдання виникла нештатна ситуація і льотчику довелося катапультуватися. Пілот відвів літак подалі від села Світанок, Бориспільського району, Київської області, постраждалі відсутні.
7 червня 2025 року за повідомленням видання Bild український винищувач F-16 в повітряному просторі РФ поблизу селища Юрасове на Курському напрямку збив російський літак Су-35C. За даними видання, російський винищувач був збитий ракетою AIM-120, яку випустив український F-16. Пілоту Су-35C вдалося катапультуватися і вижити.
29 червня 2025 року під час масової атаки загинув льотчик 1-го класу Максим Устименко. F-16 під керуванням Устименко збив сім шахедів. Літак зірвався у штопор, пілот не встиг катапультуватися. «Під час відпрацювання останньої — його літак зазнав ушкоджень і почав втрачати висоту. Максим Устименко зробив усе можливе, відвів машину від населеного пункту, але катапультуватись не встиг», — повідомили у Повітряних силах. Загиблий пілот був 1993 року народження.
Станом на 23 липня 2025 року редактори Oryx Blog знайшли фото чи відео підтвердження безповоротної втрати Україною 4 винищувачів F-16 Fighting Falcon.

## У культурі
- На F-16 Fighting Falcon можна «політати» або зустріти в наступних іграх: серія Falcon (1984—2005), F-16 Combat Pilot (1989), Street Fighter II (1991, де літак зображений на фоні арени Гайла), F-16 Multirole Fighter (1998), F-16 Aggressor (1999), серії Ace Combat (1995—2019), DSC, War Thunder та багато інших[295]
- Трансформери Скайдайв і Десептикон Дредвінд маскуються під F-16 Fighting Falcon. Персонаж Трансформерів Нідлноуз маскується під F-16XL[296]
- F-16 був однією з головних зірок фільму 1986 року «Залізний орел». ПС США відмовилися допомагати у створенні фільму, вважаючи сюжет про підлітка, який летить на F-16 у чужу країну, «дещо божевільним».
- У фільмі 1986 року «Перлина Нілу», жанру романтичної комедії, особистий F-16 жорстокого диктатора був ключовим елементом втечі головних героїв (у виконанні Кетлін Тернер і Майкла Дугласа) з укріпленого міста[297]
- Літак також був показаний у фільмі HBO 1992 року «Форсаж», драматизації реальних подій, де F-16 став предметом затяжної юридичної боротьби щодо безпеки його конструкції[298]
- F-16 також з'являвся у фільмі 2002 року «Ціна страху»[299]
- Починаючи з 2007 року, F-16 став одним із двох літаків (разом із Cirrus SR22), представлених у авіасимуляторі Google Earth[300]

### Споріднені
- F-15 Eagle
- F/A-18 Hornet

### Аналоги
- AIDC F-CK-1
- Dassault Mirage 2000
- Dassault Rafale
- Eurofighter Typhoon
- JAS 39 Gripen
- Chengdu J-10
- JF-17 Thunder
- МіГ-29